# Torneo Apertura 2018 (México)
El Torneo Apertura 2018 fue la centésima edición del campeonato de liga de la Primera División del fútbol mexicano; se trató del 45.° torneo corto, luego del cambio en el formato de competencia, con el que se inició la temporada 2018-2019.
Se trató de la edición del campeonato en la que se introdujo el Árbitro asistente de video (VAR por sus siglas en inglés).

## Sistema de competición
El torneo de la Liga Bancomer MX, está conformado en dos partes:
- Fase de calificación: Se integra por las 17 jornadas del torneo.
- Fase final: Se integra por los partidos de cuartos de final, semifinal y final, más conocida como liguilla.

### Fase de clasificación
En la fase de clasificación se observó el sistema de puntos. La ubicación en la tabla general está sujeta a lo siguiente:
- Por juego ganado se obtendrán tres puntos.
- Por juego empatado se obtendrá un punto.
- Por juego perdido no se otorgan puntos.

En esta fase participan los 18 clubes de la Liga Bancomer MX jugando en cada torneo todos contra todos durante las 17 jornadas respectivas, a un solo partido.
El orden de los clubes al final de la fase de calificación del torneo corresponderá a la suma de los puntos obtenidos por cada uno de ellos y se presentará en forma descendente. Si al finalizar las 17 jornadas del torneo, dos o más clubes estuviesen empatados en puntos, su posición en la tabla general será determinada atendiendo a los siguientes criterios de desempate:
1. Mejor diferencia entre los goles anotados y recibidos y goles.
2. Mayor número de goles anotados.
3. Marcadores particulares entre los clubes empatados.
4. Mayor número de goles anotados como visitante.
5. Mejor ubicado en la tabla general de cociente
6. Tabla Fair Play
7. Sorteo.

Para determinar los lugares que ocuparán los clubes que participen en la fase final del torneo se tomará como base la tabla general de clasificación.
Participan automáticamente por el título de Campeón de la Liga Bancomer MX, los 8 primeros clubes de la tabla general de clasificación al término de las 17 jornadas.

### Fase final
Los ocho clubes calificados para esta fase del torneo serán reubicados de acuerdo con el lugar que ocupen en la tabla General al término de la jornada 17, con el puesto del número uno al club mejor clasificado, y así hasta el número 8. Los partidos a esta fase se desarrollarán a visita, en las siguientes etapas:
- Cuartos de final
- Semifinales
- Final

Los clubes vencedores en los partidos de cuartos de final y semifinal serán aquellos que en los dos juegos anoten el mayor número de goles. De existir empate en el número de goles anotados, la posición se definirá a favor del club con mayor cantidad de goles a favor cuando actúe como visitante.
Si una vez aplicado el criterio anterior los clubes siguieran empatados, se observará la posición de los clubes en la tabla general de clasificación.
Los partidos correspondientes a la fase final se jugarán obligatoriamente los días miércoles y sábado, y jueves y domingo eligiendo, en su caso, exclusivamente en forma descendente, los cuatro clubes mejor clasificados en la tabla general al término de la jornada 17, el día y horario de su partido como local. Los siguientes cuatro clubes podrán elegir únicamente el horario.
El club vencedor de la final y por lo tanto Campeón, será aquel que en los dos partidos anote el mayor número de goles. Si al término del tiempo reglamentario el partido está empatado, se agregarán dos tiempos extras de 15 minutos cada uno. De persistir el empate en estos periodos, se procederá a lanzar tiros penales hasta que resulte un vencedor.
Los partidos de cuartos de final se jugarán de la siguiente manera:
1.º vs 8.º

2.º vs 7.º

3.º vs 6.º

4.º vs 5.º
En las semifinales participarán los cuatro clubes vencedores de cuartos de final, reubicándolos del uno al cuatro, de acuerdo a su mejor posición en la Tabla general de clasificación al término de la jornada 17 del torneo correspondiente, enfrentándose:
1.º vs 4.º

2.º vs 3.º
Disputarán el título de Campeón del Torneo de Apertura 2018, los dos clubes vencedores de la fase semifinal correspondiente, reubicándolos del uno al dos, de acuerdo a su mejor posición en la tabla general de clasificación al término de la jornada 17 de cada Torneo.

## Información de los equipos
| Equipo        | Entrenador                | Ciudad                         | Estadio                | Capacidad | Fundación       | Patrocinador       | Kit          |
| ------------- | ------------------------- | ------------------------------ | ---------------------- | --------- | --------------- | ------------------ | ------------ |
| América       | Miguel Herrera            | Ciudad de México               | Azteca                 | 87 000    | 1916 (108 años) | AT&T               | Nike         |
| Atlas         | Ángel Guillermo Hoyos     | Guadalajara, Jalisco           | Jalisco                | 56 713    | 1916 (108 años) | Linio              | Adidas       |
| Cruz Azul     | Pedro Caixinha            | Ciudad de México               | Azteca                 | 87 000    | 1927 (98 años)  | Cemento Cruz Azul  | Under Armour |
| Guadalajara   | José Cardozo              | Guadalajara, Jalisco           | Akron                  | 49 850    | 1906 (119 años) | Akron              | Puma         |
| León          | Ignacio Ambriz            | León, Guanajuato               | León                   | 31 297    | 1943 (81 años)  | Telcel             | Pirma        |
| Lobos BUAP    | Francisco Palencia        | Puebla, Puebla                 | Olímpico de la BUAP    | 21 750    | 1967 (58 años)  | Zurich             | Pirma        |
| Monterrey     | Diego Alonso              | Monterrey, Nuevo León          | BBVA Bancomer          | 53 500    | 1945 (79 años)  | BBVA Bancomer      | Puma         |
| Morelia       | Roberto Hernández         | Morelia, Michoacán             | Morelos                | 38 869    | 1950 (75 años)  | Caliente           | Pirma        |
| Necaxa        | Jorge Martínez Merino     | Aguascalientes, Aguascalientes | Victoria               | 25 994    | 1923 (101 años) | Cavall Sport       | Charly       |
| Pachuca       | Pako Ayestarán            | Pachuca, Hidalgo               | Hidalgo                | 30 000    | 1892 (132 años) | Cementos Fortaleza | Charly       |
| Puebla        | Enrique Meza              | Puebla, Puebla                 | Cuauhtémoc             | 51 726    | 1944 (81 años)  | AT&T               | Li Ning      |
| Querétaro     | Rafael Puente Jr.         | Querétaro, Querétaro           | Corregidora            | 35 575    | 1950 (74 años)  | Banco Multiva      | Puma         |
| Santos Laguna | Salvador Reyes de la Peña | Torreón, Coahuila              | Corona                 | 30 000    | 1983 (41 años)  | Soriana            | Charly       |
| Tigres        | Ricardo Ferretti          | Monterrey, Nuevo León          | Universitario          | 42 001    | 1960 (65 años)  | Cemex              | Adidas       |
| Tijuana       | Diego Cocca               | Tijuana, Baja California       | Caliente               | 27 333    | 2007 (18 años)  | Caliente           | Charly       |
| Toluca        | Hernán Cristante          | Toluca, Estado de México       | Nemesio Díez           | 30 000    | 1917 (108 años) | Banamex            | Under Armour |
| UNAM          | David Patiño              | Ciudad de México               | Olímpico Universitario | 72 000    | 1954 (70 años)  | DHL                | Nike         |
| Veracruz      | Hugo Guillermo Chávez     | Veracruz, Veracruz             | Luis "Pirata" Fuente   | 30 000    | 1943 (82 años)  | Winpot Casino      | Charly       |

Datos actualizados al 28 de octubre de 2018.

### Cambios de entrenadores
| Equipo        | Entrenador (jornadas)                                                                   |
| ------------- | --------------------------------------------------------------------------------------- |
| Santos Laguna | Robert Dante Siboldi (1 - 3) Salvador Reyes (4 - 17)                                    |
| Veracruz      | Guillermo Vázquez (1 - 4) Hugo Guillermo Chávez (5 - 7, 15 - 17) Juvenal Olmos (8 - 14) |
| Atlas         | Gerardo Espinoza (1 - 8) Ángel Guillermo Hoyos (9 - 17)                                 |
| León          | Gustavo Díaz (1 - 9) Ignacio Ambriz (10 - 17)                                           |
| Necaxa        | Marcelo Michel Leaño (1 - 13) Jorge Martínez Merino (14 - 17)                           |
| Tijuana       | Diego Cocca (1 - 14) Franky Oviedo (14 - 17)                                            |

### Equipos por Entidad Federativa
Para la temporada 2018-19, la entidad federativa de la República Mexicana con más equipos en la Primera División es la Ciudad de México con tres equipos.
| Santos Pachuca Monterrey Tigres Morelia Atlas Guadalajara Tijuana Puebla Lobos Toluca América Cruz Azul UNAM León Veracruz Querétaro Necaxa |

| Entidad Federativa | N.º | Equipos                          |
| ------------------ | --- | -------------------------------- |
| Ciudad de México   | 3   | América, Cruz Azul, y Pumas UNAM |
| Jalisco            | 2   | Atlas y Guadalajara              |
| Nuevo León         | 2   | Monterrey y Tigres UANL          |
| Puebla             | 2   | Puebla y Lobos BUAP              |
| Aguascalientes     | 1   | Necaxa                           |
| Baja California    | 1   | Tijuana                          |
| Coahuila           | 1   | Santos Laguna                    |
| Estado de México   | 1   | Toluca                           |
| Guanajuato         | 1   | León                             |
| Hidalgo            | 1   | Pachuca                          |
| Michoacán          | 1   | Morelia                          |
| Querétaro          | 1   | Querétaro                        |
| Veracruz           | 1   | Veracruz                         |

## Torneo regular
- A partir de este torneo en la búsqueda de mayor difusión de partidos, y que además se evite el empalme de horario de estos, la Liga, los clubes y las televisoras acordaron la apertura del horario del domingo a las 20:00 h. Con esto, se adoptó un "calendario dinámico" que permite que los clubes puedan cambiar el horario y fecha de celebración de sus juegos hasta en tres ocasiones a lo largo del campeonato.[2]
- El Calendario completo según la página oficial.[3]
- Los horarios son correspondientes al Tiempo del Centro de México (UTC-6 y UTC-5 en horario de verano).[4]

| Jornada 1 | Jornada 1                                                                                               | Jornada 1   | Jornada 1            | Jornada 1   | Jornada 1 | Jornada 1    | Jornada 1  | Jornada 1 | Jornada 1 |
| Local     | Resultado                                                                                               | Visitante   | Estadio              | Fecha       | Hora      | Espectadores | Amonestado | Expulsado |           |
| --------- | --- | ----------- | -------------------- | ----------- | --------- | ------------ | ---------- | --------- | --------- |
| Veracruz  | 0 - 2 Archivado el 23 de julio de 2018 en Wayback Machine.                                              | UNAM        | Luis "Pirata" Fuente | 20 de julio | 19:00     | 16 981       | 0          | 0         |           |
| Atlas     | 0 - 0 (enlace roto disponible en Internet Archive; véase el historial, la primera versión y la última). | Querétaro   | Jalisco              | 20 de julio | 21:00     | 31 810       | 4          | 1         |           |
| Cruz Azul | 3 - 0 Archivado el 23 de julio de 2018 en Wayback Machine.                                              | Puebla      | Azteca               | 21 de julio | 17:00     | 45 385       | 5          | 0         |           |
| Pachuca   | 0 - 1 Archivado el 23 de julio de 2018 en Wayback Machine.                                              | Monterrey   | Hidalgo              | 21 de julio | 19:00     | 26 567       | 5          | 0         |           |
| Tigres    | 2 - 0 Archivado el 23 de julio de 2018 en Wayback Machine.                                              | León        | Universitario        | 21 de julio | 21:00     | 41 615       | 4          | 0         |           |
| Tijuana   | 2 - 1 Archivado el 23 de julio de 2018 en Wayback Machine.                                              | Guadalajara | Caliente             | 21 de julio | 21:00     | 27 333       | 4          | 1         |           |
| Toluca    | 2 - 0 Archivado el 23 de julio de 2018 en Wayback Machine.                                              | Morelia     | Nemesio Díez         | 22 de julio | 12:00     | 16 703       | 4          | 2         |           |
| Santos    | 2 - 1 Archivado el 23 de julio de 2018 en Wayback Machine.                                              | Lobos BUAP  | TSM Corona           | 22 de julio | 18:00     | 22 830       | 3          | 0         |           |
| Necaxa    | 2 - 1 Archivado el 23 de julio de 2018 en Wayback Machine.                                              | América     | Victoria             | 22 de julio | 20:00     | 16 450       | 5          | 0         |           |

| Jornada 2   | Jornada 2                                                  | Jornada 2 | Jornada 2              | Jornada 2   | Jornada 2 | Jornada 2    | Jornada 2  | Jornada 2 | Jornada 2 |
| Local       | Resultado                                                  | Visitante | Estadio                | Fecha       | Hora      | Espectadores | Amonestado | Expulsado |           |
| ----------- | ---------------------------------------------------------- | --------- | ---------------------- | ----------- | --------- | ------------ | ---------- | --------- | --------- |
| Morelia     | 3 - 1                                                      | Santos    | Morelos                | 27 de julio | 19:00     | 20 258       | 3          | 0         |           |
| Puebla      | 2 - 1                                                      | Toluca    | Cuauhtémoc             | 27 de julio | 21:00     | 14 326       | 5          | 0         |           |
| Querétaro   | 1 - 0 Archivado el 30 de julio de 2018 en Wayback Machine. | Pachuca   | Corregidora            | 28 de julio | 17:00     | 23 404       | 6          | 0         |           |
| América     | 3 - 0                                                      | Atlas     | Azteca                 | 28 de julio | 19:00     | 25 578       | 5          | 0         |           |
| Guadalajara | 0 - 1 Archivado el 30 de julio de 2018 en Wayback Machine. | Cruz Azul | Akron                  | 28 de julio | 21:06     | 37 412       | 4          | 0         |           |
| UNAM        | 5 - 3 Archivado el 30 de julio de 2018 en Wayback Machine. | Necaxa    | Olímpico Universitario | 29 de julio | 12:00     | 30 800       | 3          | 0         |           |
| Lobos BUAP  | 2 - 0 Archivado el 30 de julio de 2018 en Wayback Machine. | Veracruz  | Universitario BUAP     | 29 de julio | 16:00     | 5 845        | 3          | 0         |           |
| Tigres      | 1 - 0 Archivado el 30 de julio de 2018 en Wayback Machine. | Tijuana   | Universitario          | 29 de julio | 18:00     | 41 052       | 0          | 0         |           |
| León        | 0 - 2 Archivado el 30 de julio de 2018 en Wayback Machine. | Monterrey | León                   | 29 de julio | 20:00     | 17 712       | 3          | 2         |           |

| Jornada 3 | Jornada 3                                                                                               | Jornada 3   | Jornada 3            | Jornada 3   | Jornada 3 | Jornada 3    | Jornada 3  | Jornada 3 | Jornada 3 |
| Local     | Resultado                                                                                               | Visitante   | Estadio              | Fecha       | Hora      | Espectadores | Amonestado | Expulsado |           |
| --------- | --- | ----------- | -------------------- | ----------- | --------- | ------------ | ---------- | --------- | --------- |
| Veracruz  | 2 - 2 Archivado el 6 de agosto de 2018 en Wayback Machine.                                              | Morelia     | Luis "Pirata" Fuente | 3 de agosto | 19:00     | 7 523        | 4          | 0         |           |
| Atlas     | 0 - 3 Archivado el 6 de agosto de 2018 en Wayback Machine.                                              | UNAM        | Jalisco              | 3 de agosto | 21:00     | 40 207       | 3          | 1         |           |
| Necaxa    | 1 - 0 Archivado el 6 de agosto de 2018 en Wayback Machine.                                              | Lobos BUAP  | Victoria             | 4 de agosto | 17:00     | 8 734        | 2          | 1         |           |
| Pachuca   | 1 - 3 Archivado el 6 de agosto de 2018 en Wayback Machine.                                              | América     | Hidalgo              | 4 de agosto | 19:00     | 24 063       | 4          | 0         |           |
| Cruz Azul | 1 - 0 Archivado el 6 de agosto de 2018 en Wayback Machine.                                              | Tigres      | Azteca               | 4 de agosto | 21:00     | 55 571       | 7          | 0         |           |
| Monterrey | 2 - 1 (enlace roto disponible en Internet Archive; véase el historial, la primera versión y la última). | Querétaro   | BBVA Bancomer        | 4 de agosto | 21:06     | 42 288       | 5          | 0         |           |
| Toluca    | 2 - 2 Archivado el 6 de agosto de 2018 en Wayback Machine.                                              | Guadalajara | Nemesio Díez         | 5 de agosto | 12:00     | 22 226       | 7          | 2         |           |
| Santos    | 2 - 0 Archivado el 6 de agosto de 2018 en Wayback Machine.                                              | Puebla      | TSM Corona           | 5 de agosto | 18:00     | 22 286       | 1          | 0         |           |
| Tijuana   | 1 - 1 Archivado el 6 de agosto de 2018 en Wayback Machine.                                              | León        | Caliente             | 5 de agosto | 20:00     | 26 933       | 4          | 1         |           |

| Jornada 4   | Jornada 4 | Jornada 4 | Jornada 4              | Jornada 4    | Jornada 4 | Jornada 4    | Jornada 4  | Jornada 4 | Jornada 4 |
| Local       | Resultado | Visitante | Estadio                | Fecha        | Hora      | Espectadores | Amonestado | Expulsado |           |
| ----------- | --------- | --------- | ---------------------- | ------------ | --------- | ------------ | ---------- | --------- | --------- |
| Puebla      | 1 - 2     | Veracruz  | Cuauhtémoc             | 10 de agosto | 19:00     | 10 998       | 4          | 0         |           |
| Morelia     | 2 - 1     | Necaxa    | Morelos                | 10 de agosto | 21:00     | 20 284       | 3          | 0         |           |
| Lobos BUAP  | 0 - 0     | Atlas     | Universitario BUAP     | 11 de agosto | 17:00     | 7 346        | 1          | 0         |           |
| León        | 4 - 0     | Querétaro | León                   | 11 de agosto | 19:00     | 12 847       | 6          | 0         |           |
| Tigres      | 1 - 2     | Toluca    | Universitario          | 11 de agosto | 19:00     | 41 379       | 9          | 2         |           |
| América     | 3 - 0     | Monterrey | Azteca                 | 11 de agosto | 21:00     | 24 346       | 3          | 1         |           |
| UNAM        | 0 - 0     | Pachuca   | Olímpico Universitario | 12 de agosto | 16:00     | 21 320       | 5          | 0         |           |
| Guadalajara | 1 - 2     | Santos    | Akron                  | 12 de agosto | 18:00     | 26 913       | 3          | 0         |           |
| Tijuana     | 1 - 1     | Cruz Azul | Caliente               | 12 de agosto | 20:00     | 27 333       | 7          | 1         |           |

| Jornada 5 | Jornada 5 | Jornada 5   | Jornada 5            | Jornada 5    | Jornada 5 | Jornada 5    | Jornada 5  | Jornada 5 | Jornada 5 |
| Local     | Resultado | Visitante   | Estadio              | Fecha        | Hora      | Espectadores | Amonestado | Expulsado |           |
| --------- | --------- | ----------- | -------------------- | ------------ | --------- | ------------ | ---------- | --------- | --------- |
| Veracruz  | 0 - 2     | Guadalajara | Luis "Pirata" Fuente | 17 de agosto | 19:00     | 14 474       | 7          | 1         |           |
| Atlas     | 0 - 1     | Morelia     | Jalisco              | 17 de agosto | 21:00     | 20 987       | 3          | 0         |           |
| Cruz Azul | 3 - 0     | León        | Azteca               | 18 de agosto | 17:00     | 30 627       | 3          | 2         |           |
| Pachuca   | 3 - 0     | Lobos BUAP  | Hidalgo              | 18 de agosto | 19:00     | 24 425       | 4          | 0         |           |
| Necaxa    | 2 - 2     | Puebla      | Victoria             | 18 de agosto | 21:00     | 8 389        | 3          | 1         |           |
| Querétaro | 1 - 1     | América     | Corregidora          | 18 de agosto | 21:00     | 26 390       | 2          | 0         |           |
| Monterrey | 1 - 0     | UNAM        | BBVA Bancomer        | 18 de agosto | 21:00     | 40 268       | 5          | 0         |           |
| Toluca    | 3 - 0     | Tijuana     | Nemesio Díez         | 19 de agosto | 12:00     | 15 419       | 2          | 1         |           |
| Santos    | 3 - 1     | Tigres      | TSM Corona           | 19 de agosto | 18:00     | 24 741       | 7          | 0         |           |

| Jornada 6   | Jornada 6                                                   | Jornada 6 | Jornada 6              | Jornada 6    | Jornada 6 | Jornada 6    | Jornada 6  | Jornada 6 | Jornada 6 |
| Local       | Resultado                                                   | Visitante | Estadio                | Fecha        | Hora      | Espectadores | Amonestado | Expulsado |           |
| ----------- | ----------------------------------------------------------- | --------- | ---------------------- | ------------ | --------- | ------------ | ---------- | --------- | --------- |
| Morelia     | 1 - 1 Archivado el 22 de agosto de 2018 en Wayback Machine. | Pachuca   | Morelos                | 21 de agosto | 19:00     | 14 584       | 3          | 0         |           |
| UNAM        | 0 - 1 Archivado el 22 de agosto de 2018 en Wayback Machine. | Querétaro | Olímpico Universitario | 21 de agosto | 19:00     | 10 420       | 5          | 0         |           |
| Puebla      | 2 - 0 Archivado el 22 de agosto de 2018 en Wayback Machine. | Atlas     | Cuauhtémoc             | 21 de agosto | 21:00     | 10 580       | 7          | 0         |           |
| Guadalajara | 1 - 0 Archivado el 22 de agosto de 2018 en Wayback Machine. | Necaxa    | Akron                  | 21 de agosto | 21:00     | 18 210       | 5          | 0         |           |
| Cruz Azul   | 1 - 0                                                       | Toluca    | Azteca                 | 22 de agosto | 19:00     | 31 120       | 2          | 0         |           |
| León        | 2 - 0                                                       | América   | León                   | 22 de agosto | 19:00     | 25 175       | 7          | 0         |           |
| Tigres      | 4 - 0                                                       | Veracruz  | Universitario          | 22 de agosto | 21:00     | 40 874       | 3          | 0         |           |
| Lobos BUAP  | 1 - 2                                                       | Monterrey | Universitario BUAP     | 22 de agosto | 21:00     | 7 836        | 6          | 0         |           |
| Tijuana     | 2 - 2                                                       | Santos    | Caliente               | 22 de agosto | 21:06     | 26 333       | 3          | 0         |           |

| Jornada 7 | Jornada 7                                                                                               | Jornada 7   | Jornada 7            | Jornada 7    | Jornada 7 | Jornada 7    | Jornada 7  | Jornada 7 | Jornada 7 |
| Local     | Resultado                                                                                               | Visitante   | Estadio              | Fecha        | Hora      | Espectadores | Amonestado | Expulsado |           |
| --------- | --- | ----------- | -------------------- | ------------ | --------- | ------------ | ---------- | --------- | --------- |
| Atlas     | 0 - 1                                                                                                   | Guadalajara | Jalisco              | 24 de agosto | 21:00     | 37 921       | 3          | 0         |           |
| Pachuca   | 2 - 0 Archivado el 27 de agosto de 2018 en Wayback Machine.                                             | Puebla      | Hidalgo              | 25 de agosto | 17:00     | 17 982       | 3          | 0         |           |
| América   | 2 - 2 (enlace roto disponible en Internet Archive; véase el historial, la primera versión y la última). | UNAM        | Azteca               | 25 de agosto | 19:00     | 38 342       | 4          | 2         |           |
| Veracruz  | 1 - 0 Archivado el 27 de agosto de 2018 en Wayback Machine.                                             | Tijuana     | Luis "Pirata" Fuente | 25 de agosto | 20:30     | 7 693        | 2          | 0         |           |
| Necaxa    | 1 - 1 Archivado el 27 de agosto de 2018 en Wayback Machine.                                             | Tigres      | Victoria             | 25 de agosto | 21:00     | 18 593       | 6          | 0         |           |
| Monterrey | 2 - 2 Archivado el 27 de agosto de 2018 en Wayback Machine.                                             | Morelia     | BBVA Bancomer        | 25 de agosto | 21:06     | 40 129       | 5          | 0         |           |
| Querétaro | 2 - 0 Archivado el 27 de agosto de 2018 en Wayback Machine.                                             | Lobos BUAP  | Corregidora          | 26 de agosto | 12:00     | 15 046       | 4          | 0         |           |
| Toluca    | 1 - 2 Archivado el 27 de agosto de 2018 en Wayback Machine.                                             | León        | Nemesio Díez         | 26 de agosto | 16:00     | 16 698       | 6          | 0         |           |
| Santos    | 1 - 1 Archivado el 27 de agosto de 2018 en Wayback Machine.                                             | Cruz Azul   | TSM Corona           | 26 de agosto | 18:00     | 28 460       | 3          | 0         |           |

| Jornada 8   | Jornada 8                                                                                               | Jornada 8 | Jornada 8          | Jornada 8       | Jornada 8 | Jornada 8    | Jornada 8  | Jornada 8 | Jornada 8 |
| Local       | Resultado                                                                                               | Visitante | Estadio            | Fecha           | Hora      | Espectadores | Amonestado | Expulsado |           |
| ----------- | --- | --------- | ------------------ | --------------- | --------- | ------------ | ---------- | --------- | --------- |
| Morelia     | 1 - 4 Archivado el 3 de septiembre de 2018 en Wayback Machine.                                          | Querétaro | Morelos            | 31 de agosto    | 19:00     | 17 501       | 5          | 0         |           |
| Puebla      | 2 - 1 Archivado el 3 de septiembre de 2018 en Wayback Machine.                                          | Monterrey | Cuauhtémoc         | 31 de agosto    | 21:00     | 9 550        | 5          | 0         |           |
| Tijuana     | 1 - 0 (enlace roto disponible en Internet Archive; véase el historial, la primera versión y la última). | Necaxa    | Caliente           | 31 de agosto    | 21:06     | 26 333       | 1          | 0         |           |
| Cruz Azul   | 4 - 1 Archivado el 3 de septiembre de 2018 en Wayback Machine.                                          | Veracruz  | Azteca             | 1 de septiembre | 17:00     | 26 039       | 2          | 0         |           |
| León        | 1 - 2 Archivado el 3 de septiembre de 2018 en Wayback Machine.                                          | UNAM      | León               | 1 de septiembre | 19:00     | 24 000       | 3          | 2         |           |
| Tigres      | 3 - 1 Archivado el 3 de septiembre de 2018 en Wayback Machine.                                          | Atlas     | Universitario      | 1 de septiembre | 19:00     | 41 363       | 3          | 0         |           |
| Guadalajara | 1 - 3 Archivado el 3 de septiembre de 2018 en Wayback Machine.                                          | Pachuca   | Akron              | 1 de septiembre | 21:00     | 23 095       | 4          | 0         |           |
| Toluca      | 2 - 1 Archivado el 3 de septiembre de 2018 en Wayback Machine.                                          | Santos    | Nemesio Díez       | 2 de septiembre | 12:00     | 15 621       | 7          | 1         |           |
| Lobos BUAP  | 0 - 2 Archivado el 3 de septiembre de 2018 en Wayback Machine.                                          | América   | Universitario BUAP | 2 de septiembre | 16:00     | 18 619       | 2          | 2         |           |

| Jornada 9 | Jornada 9 | Jornada 9   | Jornada 9              | Jornada 9        | Jornada 9 | Jornada 9    | Jornada 9  | Jornada 9 | Jornada 9 |
| Local     | Resultado | Visitante   | Estadio                | Fecha            | Hora      | Espectadores | Amonestado | Expulsado |           |
| --------- | --------- | ----------- | ---------------------- | ---------------- | --------- | ------------ | ---------- | --------- | --------- |
| Veracruz  | 2 - 3     | Toluca      | Luis "Pirata" Fuente   | 14 de septiembre | 19:00     | 8 897        | 5          | 1         |           |
| Querétaro | 0 - 1     | Puebla      | Corregidora            | 15 de septiembre | 17:00     | 15 569       | 4          | 0         |           |
| Pachuca   | 1 - 1     | Tigres      | Hidalgo                | 15 de septiembre | 19:00     | 17 730       | 3          | 0         |           |
| América   | 2 - 1     | Morelia     | Azteca                 | 15 de septiembre | 19:00     | 24 003       | 5          | 2         |           |
| Necaxa    | 2 - 0     | Cruz Azul   | Victoria               | 15 de septiembre | 20:45     | 22 578       | 3          | 0         |           |
| Monterrey | 2 - 4     | Guadalajara | BBVA Bancomer          | 15 de septiembre | 21:00     | 37 812       | 1          | 0         |           |
| UNAM      | 4 - 2     | Lobos BUAP  | Olímpico Universitario | 16 de septiembre | 12:00     | 15 235       | 3          | 0         |           |
| Santos    | 3 - 0     | León        | TSM Corona             | 16 de septiembre | 16:00     | 21 514       | 3          | 0         |           |
| Atlas     | 0 - 1     | Tijuana     | Jalisco                | 16 de septiembre | 18:00     | 22 057       | 4          | 2         |           |

| Jornada 10  | Jornada 10                                                      | Jornada 10 | Jornada 10    | Jornada 10       | Jornada 10 | Jornada 10   | Jornada 10 | Jornada 10 | Jornada 10 |
| Local       | Resultado                                                       | Visitante  | Estadio       | Fecha            | Hora       | Espectadores | Amonestado | Expulsado  |            |
| ----------- | --------------------------------------------------------------- | ---------- | ------------- | ---------------- | ---------- | ------------ | ---------- | ---------- | ---------- |
| Morelia     | 0 - 0                                                           | UNAM       | Morelos       | 21 de septiembre | 19:00      | 20 757       | 5          | 0          |            |
| Puebla      | 2 - 3                                                           | América    | Cuauhtémoc    | 21 de septiembre | 21:00      | 23 234       | 6          | 1          |            |
| Toluca      | 3 - 2 Archivado el 24 de septiembre de 2018 en Wayback Machine. | Necaxa     | Nemesio Díez  | 22 de septiembre | 17:00      | 15 705       | 2          | 0          |            |
| León        | 0 - 1 Archivado el 24 de septiembre de 2018 en Wayback Machine. | Lobos BUAP | León          | 22 de septiembre | 19:00      | 16 576       | 3          | 2          |            |
| Cruz Azul   | 2 - 0 Archivado el 24 de septiembre de 2018 en Wayback Machine. | Atlas      | Azteca        | 22 de septiembre | 21:00      | 18 541       | 4          | 0          |            |
| Tijuana     | 1 - 0 Archivado el 24 de septiembre de 2018 en Wayback Machine. | Pachuca    | Caliente      | 22 de septiembre | 21:06      | 26 333       | 4          | 2          |            |
| Guadalajara | 1 - 1 Archivado el 24 de septiembre de 2018 en Wayback Machine. | Querétaro  | Akron         | 23 de septiembre | 16:00      | 23 034       | 7          | 0          |            |
| Santos      | 1 - 1 Archivado el 24 de septiembre de 2018 en Wayback Machine. | Veracruz   | TSM Corona    | 23 de septiembre | 18:00      | 22 043       | 6          | 0          |            |
| Tigres      | 0 - 0 Archivado el 24 de septiembre de 2018 en Wayback Machine. | Monterrey  | Universitario | 23 de septiembre | 20:00      | 41 615       | 5          | 1          |            |

| Jornada 11 | Jornada 11                                                                                              | Jornada 11  | Jornada 11             | Jornada 11       | Jornada 11 | Jornada 11   | Jornada 11 | Jornada 11 | Jornada 11 |
| Local      | Resultado                                                                                               | Visitante   | Estadio                | Fecha            | Hora       | Espectadores | Amonestado | Expulsado  |            |
| ---------- | --- | ----------- | ---------------------- | ---------------- | ---------- | ------------ | ---------- | ---------- | ---------- |
| Veracruz   | 0 - 4 Archivado el 1 de octubre de 2018 en Wayback Machine.                                             | León        | Luis "Pirata" Fuente   | 28 de septiembre | 19:00      | 7 711        | 2          | 0          |            |
| Atlas      | 2 - 0 (enlace roto disponible en Internet Archive; véase el historial, la primera versión y la última). | Toluca      | Jalisco                | 28 de septiembre | 21:00      | 15 441       | 4          | 1          |            |
| Querétaro  | 0 - 2 Archivado el 1 de octubre de 2018 en Wayback Machine.                                             | Tigres      | Corregidora            | 29 de septiembre | 17:00      | 18 889       | 4          | 0          |            |
| Pachuca    | 3 - 1 Archivado el 1 de octubre de 2018 en Wayback Machine.                                             | Cruz Azul   | Hidalgo                | 29 de septiembre | 19:00      | 27 512       | 3          | 2          |            |
| Necaxa     | 0 - 1 Archivado el 1 de octubre de 2018 en Wayback Machine.                                             | Santos      | Victoria               | 29 de septiembre | 21:00      | 15 542       | 4          | 0          |            |
| Monterrey  | 3 - 0 Archivado el 1 de octubre de 2018 en Wayback Machine.                                             | Tijuana     | BBVA Bancomer          | 29 de septiembre | 21:06      | 32 597       | 7          | 0          |            |
| UNAM       | 2 - 2 Archivado el 1 de octubre de 2018 en Wayback Machine.                                             | Puebla      | Olímpico Universitario | 30 de septiembre | 12:00      | 18 630       | 4          | 0          |            |
| Lobos BUAP | 3 - 1 Archivado el 1 de octubre de 2018 en Wayback Machine.                                             | Morelia     | Universitario BUAP     | 30 de septiembre | 16:00      | 7 833        | 5          | 0          |            |
| América    | 1 - 1 Archivado el 1 de octubre de 2018 en Wayback Machine.                                             | Guadalajara | Azteca                 | 30 de septiembre | 18:00      | 69 486       | 3          | 0          |            |

| Jornada 12  | Jornada 12                                                  | Jornada 12 | Jornada 12           | Jornada 12   | Jornada 12 | Jornada 12   | Jornada 12 | Jornada 12 | Jornada 12 |
| Local       | Resultado                                                   | Visitante  | Estadio              | Fecha        | Hora       | Espectadores | Amonestado | Expulsado  |            |
| ----------- | ----------------------------------------------------------- | ---------- | -------------------- | ------------ | ---------- | ------------ | ---------- | ---------- | ---------- |
| Santos      | 3 - 1                                                       | Atlas      | TSM Corona           | 5 de octubre | 19:00      | 20 854       | 3          | 0          |            |
| Veracruz    | 0 - 0 Archivado el 9 de octubre de 2018 en Wayback Machine. | Necaxa     | Luis "Pirata" Fuente | 5 de octubre | 21:00      | 7 589        | 3          | 0          |            |
| Cruz Azul   | 2 - 1 Archivado el 9 de octubre de 2018 en Wayback Machine. | Monterrey  | Azteca               | 6 de octubre | 17:00      | 27 689       | 3          | 1          |            |
| León        | 1 - 2 Archivado el 9 de octubre de 2018 en Wayback Machine. | Morelia    | León                 | 6 de octubre | 19:00      | 12 356       | 3          | 0          |            |
| Tigres      | 2 - 3 Archivado el 9 de octubre de 2018 en Wayback Machine. | América    | Universitario        | 6 de octubre | 19:00      | 41 596       | 7          | 0          |            |
| Guadalajara | 1 - 2 Archivado el 9 de octubre de 2018 en Wayback Machine. | UNAM       | Akron                | 6 de octubre | 21:06      | 30 899       | 4          | 0          |            |
| Tijuana     | 1 - 1 Archivado el 9 de octubre de 2018 en Wayback Machine. | Querétaro  | Caliente             | 6 de octubre | 21:36      | 25 933       | 4          | 0          |            |
| Toluca      | 2 - 1 Archivado el 9 de octubre de 2018 en Wayback Machine. | Pachuca    | Nemesio Díez         | 7 de octubre | 12:00      | 16 383       | 4          | 1          |            |
| Puebla      | 2 - 2 Archivado el 9 de octubre de 2018 en Wayback Machine. | Lobos BUAP | Cuauhtémoc           | 7 de octubre | 18:00      | 22 109       | 5          | 0          |            |

| Jornada 13 | Jornada 13                                                   | Jornada 13  | Jornada 13             | Jornada 13    | Jornada 13 | Jornada 13   | Jornada 13 | Jornada 13 | Jornada 13 |
| Local      | Resultado                                                    | Visitante   | Estadio                | Fecha         | Hora       | Espectadores | Amonestado | Expulsado  |            |
| ---------- | ------------------------------------------------------------ | ----------- | ---------------------- | ------------- | ---------- | ------------ | ---------- | ---------- | ---------- |
| Atlas      | 4 - 3 Archivado el 21 de octubre de 2018 en Wayback Machine. | Veracruz    | Jalisco                | 19 de octubre | 21:00      | 14 216       | 4          | 1          |            |
| Querétaro  | 2 - 0 Archivado el 21 de octubre de 2018 en Wayback Machine. | Cruz Azul   | Corregidora            | 20 de octubre | 17:00      | 29 348       | 2          | 0          |            |
| Pachuca    | 1 - 1 Archivado el 21 de octubre de 2018 en Wayback Machine. | Santos      | Hidalgo                | 20 de octubre | 19:00      | 18 248       | 2          | 0          |            |
| América    | 3 - 0 Archivado el 21 de octubre de 2018 en Wayback Machine. | Tijuana     | Azteca                 | 20 de octubre | 19:00      | 20 813       | 2          | 0          |            |
| Necaxa     | 0 - 2 Archivado el 21 de octubre de 2018 en Wayback Machine. | León        | Victoria               | 20 de octubre | 21:00      | 10 049       | 5          | 0          |            |
| Monterrey  | 2 - 1 Archivado el 21 de octubre de 2018 en Wayback Machine. | Toluca      | BBVA Bancomer          | 20 de octubre | 21:06      | 29 444       | 5          | 1          |            |
| Lobos BUAP | 1 - 1                                                        | Guadalajara | Universitario BUAP     | 21 de octubre | 12:00      | 13 650       | 2          | 0          |            |
| UNAM       | 3 - 3 Archivado el 22 de octubre de 2018 en Wayback Machine. | Tigres      | Olímpico Universitario | 21 de octubre | 16:30      | 29 200       | 3          | 0          |            |
| Morelia    | 2 - 0 Archivado el 22 de octubre de 2018 en Wayback Machine. | Puebla      | Morelos                | 21 de octubre | 18:00      | 16 999       | 5          | 0          |            |

| Jornada 14  | Jornada 14                                                   | Jornada 14 | Jornada 14           | Jornada 14    | Jornada 14 | Jornada 14   | Jornada 14 | Jornada 14 | Jornada 14 |
| Local       | Resultado                                                    | Visitante  | Estadio              | Fecha         | Hora       | Espectadores | Amonestado | Expulsado  |            |
| ----------- | ------------------------------------------------------------ | ---------- | -------------------- | ------------- | ---------- | ------------ | ---------- | ---------- | ---------- |
| Santos      | 1 - 0 Archivado el 27 de octubre de 2018 en Wayback Machine. | Monterrey  | TSM Corona           | 26 de octubre | 19:00      | 22 887       | 1          | 0          |            |
| Veracruz    | 2 - 3 Archivado el 27 de octubre de 2018 en Wayback Machine. | Pachuca    | Luis "Pirata" Fuente | 26 de octubre | 21:05      | 8 684        | 3          | 0          |            |
| Necaxa      | 2 - 2 Archivado el 28 de octubre de 2018 en Wayback Machine. | Atlas      | Victoria             | 27 de octubre | 17:00      | 10 373       | 4          | 0          |            |
| Tigres      | 2 - 2 Archivado el 28 de octubre de 2018 en Wayback Machine. | Lobos BUAP | Universitario        | 27 de octubre | 19:00      | 41 322       | 7          | 0          |            |
| Guadalajara | 1 - 2 Archivado el 28 de octubre de 2018 en Wayback Machine. | Morelia    | Akron                | 27 de octubre | 19:00      | 19 646       | 4          | 0          |            |
| Cruz Azul   | 0 - 0 Archivado el 28 de octubre de 2018 en Wayback Machine. | América    | Azteca               | 27 de octubre | 21:00      | 62 003       | 2          | 0          |            |
| Tijuana     | 0 - 1 Archivado el 28 de octubre de 2018 en Wayback Machine. | UNAM       | Caliente             | 27 de octubre | 21:06      | 26 333       | 4          | 0          |            |
| Toluca      | 4 - 0 Archivado el 29 de octubre de 2018 en Wayback Machine. | Querétaro  | Nemesio Díez         | 28 de octubre | 12:00      | 15 308       | 3          | 1          |            |
| León        | 0 - 4 Archivado el 29 de octubre de 2018 en Wayback Machine. | Puebla     | León                 | 28 de octubre | 19:00      | 13 394       | 3          | 0          |            |

| Jornada 15 | Jornada 15                                                                                              | Jornada 15  | Jornada 15             | Jornada 15     | Jornada 15 | Jornada 15   | Jornada 15 | Jornada 15 | Jornada 15 |
| Local      | Resultado                                                                                               | Visitante   | Estadio                | Fecha          | Hora       | Espectadores | Amonestado | Expulsado  |            |
| ---------- | --- | ----------- | ---------------------- | -------------- | ---------- | ------------ | ---------- | ---------- | ---------- |
| Morelia    | 0 - 2 Archivado el 3 de noviembre de 2018 en Wayback Machine.                                           | Tigres      | Morelos                | 2 de noviembre | 19:00      | 21 342       | 6          | 1          |            |
| Puebla     | 2 - 2 Archivado el 3 de noviembre de 2018 en Wayback Machine.                                           | Guadalajara | Cuauhtémoc             | 2 de noviembre | 21:00      | 14 276       | 3          | 1          |            |
| Pachuca    | 6 - 2 (enlace roto disponible en Internet Archive; véase el historial, la primera versión y la última). | Necaxa      | Hidalgo                | 3 de noviembre | 17:00      | 15 976       | 0          | 0          |            |
| América    | 1 - 1 Archivado el 4 de noviembre de 2018 en Wayback Machine.                                           | Toluca      | Azteca                 | 3 de noviembre | 19:00      | 29 635       | 4          | 0          |            |
| Monterrey  | 2 - 0 Archivado el 4 de noviembre de 2018 en Wayback Machine.                                           | Veracruz    | BBVA Bancomer          | 3 de noviembre | 19:06      | 28 482       | 2          | 0          |            |
| Lobos BUAP | 3 - 1 Archivado el 11 de noviembre de 2018 en Wayback Machine.                                          | Tijuana     | Universitario BUAP     | 3 de noviembre | 21:00      | 6 223        | 6          | 1          |            |
| UNAM       | 1 - 2 Archivado el 5 de noviembre de 2018 en Wayback Machine.                                           | Cruz Azul   | Olímpico Universitario | 4 de noviembre | 12:00      | 42 717       | 2          | 1          |            |
| Querétaro  | 2 - 1 Archivado el 5 de noviembre de 2018 en Wayback Machine.                                           | Santos      | Corregidora            | 4 de noviembre | 16:00      | 14 513       | 1          | 0          |            |
| Atlas      | 0 - 0 Archivado el 5 de noviembre de 2018 en Wayback Machine.                                           | León        | Jalisco                | 4 de noviembre | 18:00      | 16 418       | 1          | 1          |            |

| Jornada 16 | Jornada 16                                                     | Jornada 16  | Jornada 16           | Jornada 16      | Jornada 16 | Jornada 16   | Jornada 16 | Jornada 16 | Jornada 16 |
| Local      | Resultado                                                      | Visitante   | Estadio              | Fecha           | Hora       | Espectadores | Amonestado | Expulsado  |            |
| ---------- | -------------------------------------------------------------- | ----------- | -------------------- | --------------- | ---------- | ------------ | ---------- | ---------- | ---------- |
| Veracruz   | 2 - 2 Archivado el 10 de noviembre de 2018 en Wayback Machine. | Querétaro   | Luis "Pirata" Fuente | 9 de noviembre  | 19:00      | 13 561       | 9          | 0          |            |
| Atlas      | 0 - 0 Archivado el 10 de noviembre de 2018 en Wayback Machine. | Pachuca     | Jalisco              | 9 de noviembre  | 21:00      | 15 114       | 4          | 0          |            |
| Cruz Azul  | 2 - 1 Archivado el 11 de noviembre de 2018 en Wayback Machine. | Lobos BUAP  | Azteca               | 10 de noviembre | 17:00      | 27 017       | 2          | 0          |            |
| León       | 0 - 1 Archivado el 11 de noviembre de 2018 en Wayback Machine. | Guadalajara | León                 | 10 de noviembre | 19:00      | 17 071       | 5          | 0          |            |
| Tigres     | 6 - 1 Archivado el 11 de noviembre de 2018 en Wayback Machine. | Puebla      | Universitario        | 10 de noviembre | 19:00      | 38 141       | 5          | 0          |            |
| Necaxa     | 1 - 1 Archivado el 11 de noviembre de 2018 en Wayback Machine. | Monterrey   | Victoria             | 10 de noviembre | 21:00      | 11 534       | 2          | 0          |            |
| Tijuana    | 2 - 3 Archivado el 11 de noviembre de 2018 en Wayback Machine. | Morelia     | Caliente             | 10 de noviembre | 21:00      | 25 333       | 3          | 0          |            |
| Toluca     | 0 - 1 Archivado el 12 de noviembre de 2018 en Wayback Machine. | UNAM        | Nemesio Díez         | 11 de noviembre | 12:00      | 30 000       | 8          | 1          |            |
| Santos     | 1 - 1 Archivado el 12 de noviembre de 2018 en Wayback Machine. | América     | TSM Corona           | 11 de noviembre | 18:05      | 28 479       | 2          | 1          |            |

| Jornada 17  | Jornada 17                                                                                              | Jornada 17 | Jornada 17             | Jornada 17      | Jornada 17 | Jornada 17   | Jornada 17 | Jornada 17 | Jornada 17 |
| Local       | Resultado                                                                                               | Visitante  | Estadio                | Fecha           | Hora       | Espectadores | Amonestado | Expulsado  |            |
| ----------- | --- | ---------- | ---------------------- | --------------- | ---------- | ------------ | ---------- | ---------- | ---------- |
| Morelia     | 0 - 2 Archivado el 24 de noviembre de 2018 en Wayback Machine.                                          | Cruz Azul  | Morelos                | 23 de noviembre | 19:00      | 28 076       | 2          | 0          |            |
| Puebla      | 0 - 0 Archivado el 24 de noviembre de 2018 en Wayback Machine.                                          | Tijuana    | Cuauhtémoc             | 23 de noviembre | 21:00      | 6 628        | 1          | 1          |            |
| Querétaro   | 1 - 0 (enlace roto disponible en Internet Archive; véase el historial, la primera versión y la última). | Necaxa     | Corregidora            | 24 de noviembre | 17:00      | 12 594       | 4          | 1          |            |
| Pachuca     | 1 - 1 Archivado el 25 de noviembre de 2018 en Wayback Machine.                                          | León       | Hidalgo                | 24 de noviembre | 19:00      | 22 674       | 3          | 0          |            |
| América     | 4 - 1 Archivado el 25 de noviembre de 2018 en Wayback Machine.                                          | Veracruz   | Nemesio Diez           | 24 de noviembre | 19:00      | 13 005       | 3          | 1          |            |
| Guadalajara | 0 - 1 Archivado el 25 de noviembre de 2018 en Wayback Machine.                                          | Tigres     | Akron                  | 24 de noviembre | 21:00      | 23 715       | 3          | 0          |            |
| Monterrey   | 3 - 1 Archivado el 25 de noviembre de 2018 en Wayback Machine.                                          | Atlas      | BBVA Bancomer          | 24 de noviembre | 21:06      | 31 758       | 1          | 0          |            |
| UNAM        | 1 - 1                                                                                                   | Santos     | Olímpico Universitario | 25 de noviembre | 12:00      | 27 950       | 1          | 0          |            |
| Lobos BUAP  | 2 - 0                                                                                                   | Toluca     | Universitario BUAP     | 25 de noviembre | 16:00      | 8 263        | 6          | 2          |            |

## Tabla general
| Pos. | Equipo      | Pts. | PJ | G  | E | P  | GF | GC | Dif. | Clasificación                   |
| ---- | ----------- | ---- | -- | -- | - | -- | -- | -- | ---- | ------------------------------- |
| 1    | Cruz Azul   | 36   | 17 | 11 | 3 | 3  | 26 | 13 | +13  | Cuartos de final de la liguilla |
| 2    | América (C) | 33   | 17 | 9  | 6 | 2  | 33 | 17 | +16  | Cuartos de final de la liguilla |
| 3    | UNAM        | 30   | 17 | 8  | 6 | 3  | 29 | 19 | +10  | Cuartos de final de la liguilla |
| 4    | Santos      | 30   | 17 | 8  | 6 | 3  | 27 | 18 | +9   | Cuartos de final de la liguilla |
| 5    | Monterrey   | 30   | 17 | 9  | 3 | 5  | 25 | 19 | +6   | Cuartos de final de la liguilla |
| 6    | Tigres      | 29   | 17 | 8  | 5 | 4  | 32 | 18 | +14  | Cuartos de final de la liguilla |
| 7    | Toluca      | 26   | 17 | 8  | 2 | 7  | 27 | 22 | +5   | Cuartos de final de la liguilla |
| 8    | Querétaro   | 26   | 17 | 7  | 5 | 5  | 19 | 20 | −1   | Cuartos de final de la liguilla |
| 9    | Morelia     | 25   | 17 | 7  | 4 | 6  | 23 | 26 | −3   |                                 |
| 10   | Pachuca     | 24   | 17 | 6  | 6 | 5  | 26 | 18 | +8   |                                 |
| 11   | Guadalajara | 20   | 17 | 5  | 5 | 7  | 21 | 22 | −1   |                                 |
| 12   | Puebla      | 20   | 17 | 5  | 5 | 7  | 23 | 30 | −7   |                                 |
| 13   | Lobos BUAP  | 19   | 17 | 5  | 4 | 8  | 21 | 25 | −4   |                                 |
| 14   | León        | 18   | 17 | 5  | 3 | 9  | 18 | 23 | −5   |                                 |
| 15   | Tijuana     | 17   | 17 | 4  | 5 | 8  | 13 | 24 | −11  |                                 |
| 16   | Necaxa      | 14   | 17 | 3  | 5 | 9  | 19 | 29 | −10  |                                 |
| 17   | Atlas       | 11   | 17 | 2  | 5 | 10 | 11 | 27 | −16  |                                 |
| 18   | Veracruz    | 10   | 17 | 2  | 4 | 11 | 17 | 40 | −23  |                                 |

 Fuente: Tabla general

## Evolución de la Clasificación
- Fecha de actualización: 25 de noviembre de 2018.

| Equipo / Jornada | 01 | 02 | 03 | 04 | 05 | 06 | 07 | 08 | 09 | 10 | 11 | 12 | 13 | 14 | 15 | 16 | 17 |
| ---------------- | -- | -- | -- | -- | -- | -- | -- | -- | -- | -- | -- | -- | -- | -- | -- | -- | -- |
| Cruz Azul        | 1  | 2  | 2  | 2  | 1  | 1  | 1  | 1  | 1  | 1  | 1  | 1  | 2  | 3  | 1  | 1  | 1  |
| América          | 11 | 6  | 4  | 3  | 4  | 5  | 5  | 3  | 3  | 2  | 2  | 2  | 1  | 1  | 2  | 2  | 2  |
| UNAM             | 4  | 1  | 1  | 1  | 5  | 6  | 6  | 4  | 2  | 4  | 5  | 4  | 4  | 4  | 4  | 3  | 3  |
| Santos           | 6  | 12 | 6  | 4  | 2  | 3  | 3  | 5  | 4  | 5  | 3  | 3  | 3  | 2  | 3  | 4  | 4  |
| Monterrey        | 8  | 3  | 3  | 5  | 3  | 2  | 2  | 2  | 6  | 6  | 4  | 6  | 5  | 6  | 6  | 5  | 5  |
| Tigres           | 2  | 4  | 5  | 8  | 9  | 8  | 9  | 7  | 7  | 7  | 7  | 7  | 7  | 8  | 7  | 6  | 6  |
| Toluca           | 3  | 8  | 8  | 6  | 6  | 7  | 8  | 8  | 5  | 3  | 6  | 5  | 6  | 5  | 5  | 7  | 7  |
| Querétaro        | 10 | 5  | 11 | 14 | 11 | 9  | 7  | 6  | 8  | 8  | 10 | 8  | 8  | 10 | 10 | 10 | 8  |
| Morelia          | 16 | 9  | 9  | 7  | 7  | 4  | 4  | 9  | 12 | 11 | 14 | 9  | 9  | 7  | 9  | 8  | 9  |
| Pachuca          | 14 | 16 | 18 | 18 | 13 | 15 | 12 | 10 | 11 | 13 | 8  | 11 | 10 | 9  | 8  | 9  | 10 |
| Guadalajara      | 12 | 15 | 14 | 17 | 12 | 10 | 10 | 12 | 9  | 10 | 9  | 12 | 11 | 12 | 12 | 11 | 11 |
| Puebla           | 18 | 13 | 13 | 15 | 16 | 13 | 14 | 13 | 10 | 12 | 12 | 13 | 14 | 11 | 11 | 12 | 12 |
| Lobos BUAP       | 13 | 7  | 12 | 12 | 15 | 16 | 17 | 17 | 17 | 17 | 16 | 16 | 16 | 16 | 14 | 14 | 13 |
| León             | 15 | 17 | 16 | 11 | 14 | 11 | 11 | 11 | 15 | 15 | 13 | 14 | 12 | 13 | 13 | 13 | 14 |
| Tijuana          | 7  | 10 | 10 | 10 | 10 | 14 | 16 | 14 | 13 | 9  | 11 | 10 | 13 | 14 | 15 | 15 | 15 |
| Necaxa           | 5  | 11 | 7  | 9  | 8  | 12 | 13 | 15 | 14 | 14 | 15 | 15 | 15 | 15 | 16 | 16 | 16 |
| Atlas            | 9  | 14 | 17 | 16 | 18 | 18 | 18 | 18 | 18 | 18 | 18 | 18 | 18 | 17 | 17 | 17 | 17 |
| Veracruz         | 17 | 18 | 15 | 13 | 17 | 17 | 15 | 16 | 16 | 16 | 17 | 17 | 17 | 18 | 18 | 18 | 18 |

## Tabla de Cocientes
- Datos actualizados a 25 de noviembre de 2018 y según la página oficial de la competición.[5]

| Posición | Equipo        | A16          | C17          | A17 | C18 | A18 | Puntos | A16-TJ       | C17-TJ       | A17-TJ | C18-TJ | A18-TJ | Juegos | Dif | Cociente |
| -------- | ------------- | ------------ | ------------ | --- | --- | --- | ------ | ------------ | ------------ | ------ | ------ | ------ | ------ | --- | -------- |
| 1        | Monterrey     | 25           | 27           | 37  | 29  | 30  | 148    | 17           | 17           | 17     | 17     | 17     | 85     | 6   | 1.7412   |
| 2        | América       | 28           | 24           | 30  | 29  | 33  | 144    | 17           | 17           | 17     | 17     | 17     | 85     | 16  | 1.6941   |
| 3        | Tigres        | 30           | 25           | 32  | 28  | 29  | 144    | 17           | 17           | 17     | 17     | 17     | 85     | 14  | 1.6941   |
| 4        | Toluca        | 24           | 27           | 29  | 36  | 26  | 142    | 17           | 17           | 17     | 17     | 17     | 85     | 5   | 1.6706   |
| 5        | Tijuana       | 33           | 31           | 21  | 25  | 17  | 127    | 17           | 17           | 17     | 17     | 17     | 85     | -11 | 1.4941   |
| 6        | Cruz Azul     | 19           | 21           | 27  | 22  | 36  | 125    | 17           | 17           | 17     | 17     | 17     | 85     | 13  | 1.4705   |
| 7        | Morelia       | 20           | 24           | 29  | 24  | 25  | 122    | 17           | 17           | 17     | 17     | 17     | 85     | -3  | 1.4353   |
| 8        | Pachuca       | 31           | 24           | 19  | 23  | 24  | 121    | 17           | 17           | 17     | 17     | 17     | 85     | 8   | 1.4235   |
| 9        | Santos        | 16           | 26           | 18  | 29  | 30  | 119    | 17           | 17           | 17     | 17     | 17     | 85     | 9   | 1.4000   |
| 10       | UNAM          | 27           | 18           | 13  | 24  | 30  | 112    | 17           | 17           | 17     | 17     | 17     | 85     | -4  | 1.3176   |
| 11       | León          | 26           | 20           | 26  | 22  | 18  | 112    | 17           | 17           | 17     | 17     | 17     | 85     | -5  | 1.3176   |
| 12       | Guadalajara   | 28           | 27           | 18  | 15  | 20  | 108    | 17           | 17           | 17     | 17     | 17     | 85     | -1  | 1.2706   |
| 13       | Necaxa        | 26           | 21           | 24  | 22  | 14  | 107    | 17           | 17           | 17     | 17     | 17     | 85     | -10 | 1.2588   |
| 14       | Atlas         | 19           | 26           | 25  | 18  | 11  | 99     | 17           | 17           | 17     | 17     | 17     | 85     | -21 | 1.1647   |
| 15       | Querétaro     | 20           | 19           | 16  | 18  | 26  | 99     | 17           | 17           | 17     | 17     | 17     | 85     | -1  | 1.1647   |
| 16       | Lobos BUAP(1) | 'Ascenso MX' | 'Ascenso MX' |     |     | 19  | 19     | 'Ascenso MX' | 'Ascenso MX' | 0      | 0      | 17     | 17     | -4  | 1.1176   |
| 17       | Puebla        | 20           | 16           | 16  | 23  | 20  | 95     | 17           | 17           | 17     | 17     | 17     | 85     | -7  | 1.1176   |
| 18       | Veracruz      | 12           | 21           | 14  | 18  | 8   | 73     | 17           | 17           | 17     | 17     | 17     | 85     | -23 | 0.8824   |

## Liguilla
|  | Cuartos de final                                                       | Cuartos de final                                                       | Cuartos de final                                                       | Cuartos de final                                                       | Cuartos de final                                                       |   |   | Semifinales                                                          | Semifinales                                                          | Semifinales                                                          | Semifinales                                                          | Semifinales                                                          |  |   | Final                                                          | Final                                                          | Final                                                          | Final                                                          | Final                                                          |  |
|  | 28 y 29 de noviembre de 2018 (ida) 1 y 2 de diciembre de 2018 (vuelta) | 28 y 29 de noviembre de 2018 (ida) 1 y 2 de diciembre de 2018 (vuelta) | 28 y 29 de noviembre de 2018 (ida) 1 y 2 de diciembre de 2018 (vuelta) | 28 y 29 de noviembre de 2018 (ida) 1 y 2 de diciembre de 2018 (vuelta) | 28 y 29 de noviembre de 2018 (ida) 1 y 2 de diciembre de 2018 (vuelta) |   |   | 5 y 6 de diciembre de 2018 (ida) 8 y 9 de diciembre de 2018 (vuelta) | 5 y 6 de diciembre de 2018 (ida) 8 y 9 de diciembre de 2018 (vuelta) | 5 y 6 de diciembre de 2018 (ida) 8 y 9 de diciembre de 2018 (vuelta) | 5 y 6 de diciembre de 2018 (ida) 8 y 9 de diciembre de 2018 (vuelta) | 5 y 6 de diciembre de 2018 (ida) 8 y 9 de diciembre de 2018 (vuelta) |  |   | 13 de diciembre de 2018 (ida) 16 de diciembre de 2018 (vuelta) | 13 de diciembre de 2018 (ida) 16 de diciembre de 2018 (vuelta) | 13 de diciembre de 2018 (ida) 16 de diciembre de 2018 (vuelta) | 13 de diciembre de 2018 (ida) 16 de diciembre de 2018 (vuelta) | 13 de diciembre de 2018 (ida) 16 de diciembre de 2018 (vuelta) |  |
|  |                                                                        |                                                                        |                                                                        |                                                                        |                                                                        |   |   |                                                                      |                                                                      |                                                                      |                                                                      |                                                                      |  |   |                                                                |                                                                |                                                                |                                                                |                                                                |  |
|  |                                                                        |                                                                        |                                                                        |                                                                        |                                                                        |   |   |                                                                      |                                                                      |                                                                      |                                                                      |                                                                      |  |   |                                                                |                                                                |                                                                |                                                                |                                                                |  |
|  | 1                                                                      | Cruz Azul                                                              | 2                                                                      | 1                                                                      | 3                                                                      |   |   |                                                                      |                                                                      |                                                                      |                                                                      |                                                                      |  |   |                                                                |                                                                |                                                                |                                                                |                                                                |  |
|  | 1                                                                      | Cruz Azul                                                              | 2                                                                      | 1                                                                      | 3                                                                      |   |   |                                                                      |                                                                      |                                                                      |                                                                      |                                                                      |  |   |                                                                |                                                                |                                                                |                                                                |                                                                |  |
|  | 8                                                                      | Querétaro                                                              | 0                                                                      | 1                                                                      | 1                                                                      |   |   |                                                                      |                                                                      |                                                                      |                                                                      |                                                                      |  |   |                                                                |                                                                |                                                                |                                                                |                                                                |  |
|  | 8                                                                      | Querétaro                                                              | 0                                                                      | 1                                                                      | 1                                                                      |   | 1 | Cruz Azul (*)                                                        | 0                                                                    | 1                                                                    | 1                                                                    |                                                                      |  |   |                                                                |                                                                |                                                                |                                                                |                                                                |  |
|  |                                                                        |                                                                        |                                                                        |                                                                        |                                                                        |   | 1 | Cruz Azul (*)                                                        | 0                                                                    | 1                                                                    | 1                                                                    |                                                                      |  |   |                                                                |                                                                |                                                                |                                                                |                                                                |  |
|  |                                                                        |                                                                        | 5                                                                      | Monterrey                                                              | 1                                                                      | 0 | 1 |                                                                      |                                                                      |                                                                      |                                                                      |                                                                      |  |   |                                                                |                                                                |                                                                |                                                                |                                                                |  |
|  | 4                                                                      | Santos                                                                 | 5                                                                      | Monterrey                                                              | 1                                                                      | 0 | 1 | 0                                                                    | 0                                                                    | 0                                                                    |                                                                      |                                                                      |  |   |                                                                |                                                                |                                                                |                                                                |                                                                |  |
|  | 4                                                                      | Santos                                                                 |                                                                        |                                                                        |                                                                        |   |   |                                                                      |                                                                      | 0                                                                    |                                                                      |                                                                      |  |   |                                                                |                                                                |                                                                |                                                                |                                                                |  |
|  | 5                                                                      | Monterrey                                                              | 1                                                                      | 2                                                                      | 3                                                                      |   |   |                                                                      |                                                                      |                                                                      |                                                                      |                                                                      |  |   |                                                                |                                                                |                                                                |                                                                |                                                                |  |
|  | 5                                                                      | Monterrey                                                              | 1                                                                      | 2                                                                      | 3                                                                      |   |   |                                                                      |                                                                      |                                                                      |                                                                      |                                                                      |  | 1 | Cruz Azul                                                      | 0                                                              | 0                                                              | 0                                                              |                                                                |  |
|  |                                                                        |                                                                        |                                                                        |                                                                        |                                                                        |   |   |                                                                      |                                                                      |                                                                      |                                                                      |                                                                      |  | 1 | Cruz Azul                                                      | 0                                                              | 0                                                              | 0                                                              |                                                                |  |
|  |                                                                        |                                                                        | 2                                                                      | América                                                                | 0                                                                      | 2 | 2 |                                                                      |                                                                      |                                                                      |                                                                      |                                                                      |  |   |                                                                |                                                                |                                                                |                                                                |                                                                |  |
|  | 2                                                                      | América                                                                | 2                                                                      | América                                                                | 0                                                                      | 2 | 2 | 2                                                                    | 3                                                                    | 5                                                                    |                                                                      |                                                                      |  |   |                                                                |                                                                |                                                                |                                                                |                                                                |  |
|  | 2                                                                      | América                                                                |                                                                        |                                                                        |                                                                        |   |   |                                                                      |                                                                      | 5                                                                    |                                                                      |                                                                      |  |   |                                                                |                                                                |                                                                |                                                                |                                                                |  |
|  | 7                                                                      | Toluca                                                                 | 2                                                                      | 2                                                                      | 4                                                                      |   |   |                                                                      |                                                                      |                                                                      |                                                                      |                                                                      |  |   |                                                                |                                                                |                                                                |                                                                |                                                                |  |
|  | 7                                                                      | Toluca                                                                 | 2                                                                      | 2                                                                      | 4                                                                      |   | 2 | América                                                              | 1                                                                    | 6                                                                    | 7                                                                    |                                                                      |  |   |                                                                |                                                                |                                                                |                                                                |                                                                |  |
|  |                                                                        |                                                                        |                                                                        |                                                                        |                                                                        |   | 2 | América                                                              | 1                                                                    | 6                                                                    | 7                                                                    |                                                                      |  |   |                                                                |                                                                |                                                                |                                                                |                                                                |  |
|  |                                                                        |                                                                        | 3                                                                      | UNAM                                                                   | 1                                                                      | 1 | 2 |                                                                      |                                                                      |                                                                      |                                                                      |                                                                      |  |   |                                                                |                                                                |                                                                |                                                                |                                                                |  |
|  | 3                                                                      | UNAM                                                                   | 3                                                                      | UNAM                                                                   | 1                                                                      | 1 | 2 | 1                                                                    | 3                                                                    | 4                                                                    |                                                                      |                                                                      |  |   |                                                                |                                                                |                                                                |                                                                |                                                                |  |
|  | 3                                                                      | UNAM                                                                   |                                                                        |                                                                        |                                                                        |   |   |                                                                      |                                                                      | 4                                                                    |                                                                      |                                                                      |  |   |                                                                |                                                                |                                                                |                                                                |                                                                |  |
|  | 6                                                                      | Tigres                                                                 | 2                                                                      | 1                                                                      | 3                                                                      |   |   |                                                                      |                                                                      |                                                                      |                                                                      |                                                                      |  |   |                                                                |                                                                |                                                                |                                                                |                                                                |  |
|  | 6                                                                      | Tigres                                                                 | 2                                                                      | 1                                                                      | 3                                                                      |   |   |                                                                      |                                                                      |                                                                      |                                                                      |                                                                      |  |   |                                                                |                                                                |                                                                |                                                                |                                                                |  |
|  |                                                                        |                                                                        |                                                                        |                                                                        |                                                                        |   |   |                                                                      |                                                                      |                                                                      |                                                                      |                                                                      |  |   |                                                                |                                                                |                                                                |                                                                |                                                                |  |

- Campeón y subcampeón clasifican a la Liga de Campeones de la Concacaf 2020.
- Campeón clasifica al Campeón de Campeones 2018-19.

(*) Avanzan por su posición en la tabla

### Cuartos de final

#### Cruz Azul - Querétaro
| 28 de noviembre de 2018, 19:00 | Querétaro | 0:2 (0:1) | Cruz Azul                      | Estadio Corregidora, Querétaro                                   |                                                                  |
|                                |           | Reporte   | P. Aguilar 16' · É. Méndez 60' | Asistencia: 29 039 espectadores Árbitro(s): Diego Montaño Robles | Asistencia: 29 039 espectadores Árbitro(s): Diego Montaño Robles |

| 1 de diciembre de 2018, 19:00   | Cruz Azul       | 1:1 (1:0) (Global 3:1) | Querétaro   | Estadio Azteca, Ciudad de México                                      |                                                                       |
|                                 | E. Hernández 4' | Reporte                | L. Romo 61' | Asistencia: 30 858 espectadores Árbitro(s): Jorge Antonio Pérez Durán | Asistencia: 30 858 espectadores Árbitro(s): Jorge Antonio Pérez Durán |
| Cruz Azul avanzó a semifinales. |                 |                        |             |                                                                       |                                                                       |

#### América - Toluca
| 29 de noviembre de 2018, 19:00 | Toluca                       | 2:2 (1:2) | América                        | Estadio Nemesio Díez, Toluca                                         |                                                                      |
|                                | F. Tobio 24' · A. Vega 90+6' | Reporte   | E. Aguilera 7' · B. Valdez 26' | Asistencia: 26 031 espectadores Árbitro(s): Marco Antonio Ortíz Nava | Asistencia: 26 031 espectadores Árbitro(s): Marco Antonio Ortíz Nava |

| 2 de diciembre de 2018, 18:30 | América                                         | 3:2 (2:0) (Global 5:4) | Toluca                         | Estadio Azteca, Ciudad de México                                          |                                                                           |
|                               | R. Martínez 3' · B. Valdez 24' · P. Aguilar 56' | Reporte                | Sambueza 68' · W. da Silva 87' | Asistencia: 44 118 espectadores Árbitro(s): César Arturo Ramos Palazuelos | Asistencia: 44 118 espectadores Árbitro(s): César Arturo Ramos Palazuelos |
| América Avanzó a semifinales  |                                                 |                        |                                |                                                                           |                                                                           |

#### UNAM - Tigres
| 29 de noviembre de 2018, 21:00 | Tigres                        | 2:1 (0:1) | UNAM       | Estadio Universitario, San Nicolás de los Garza               |                                                               |
|                                | J. Aquino 68' · J. Dueñas 81' | Reporte   | F. Mora 9' | Asistencia: 41 301 espectadores Árbitro(s): Óscar Macías Romo | Asistencia: 41 301 espectadores Árbitro(s): Óscar Macías Romo |

| 2 de diciembre de 2018, 12:00 | UNAM                                              | 3:1 (0:0) (Global 4:3) | Tigres              | Estadio Olímpico Universitario, Ciudad de México                      |                                                                       |
|                               | C. González 52' · F. Mora 59' · M. Alustiza 90+2' | Reporte                | Saldivar 55' (a.g.) | Asistencia: 35 300 espectadores Árbitro(s): Fernando Guerrero Ramírez | Asistencia: 35 300 espectadores Árbitro(s): Fernando Guerrero Ramírez |
| UNAM avanzó a Semifinales.    |                                                   |                        |                     |                                                                       |                                                                       |

#### Santos - Monterrey
| 28 de noviembre de 2018, 21:06 | Monterrey         | 1:0 (0:0) | Santos | Estadio BBVA Bancomer, Guadalupe                                   |                                                                    |
|                                | R. Funes Mori 60' | Reporte   |        | Asistencia: 24 723 espectadores Árbitro(s): Luis Enrique Santander | Asistencia: 24 723 espectadores Árbitro(s): Luis Enrique Santander |

| 1 de diciembre de 2018, 21:00  | Santos | 0:2 (0:0) (Global 0:3) | Monterrey                          | Estadio Corona, Torreón                                                |                                                                        |
|                                |        | Reporte                | N. Sánchez 53' · R. Funes Mori 59' | Asistencia: 25 900 espectadores Árbitro(s): Jorge Isaac Rosas Castillo | Asistencia: 25 900 espectadores Árbitro(s): Jorge Isaac Rosas Castillo |
| Monterrey avanzó a Semifinales |        |                        |                                    |                                                                        |                                                                        |

### Semifinales

#### Cruz Azul - Monterrey
| 5 de diciembre de 2018, 20:06 | Monterrey     | 1:0 (1:0) | Cruz Azul | Estadio BBVA Bancomer, Guadalupe                               |                                                                |
|                               | R. Pizarro 3' | Reporte   |           | Asistencia: 36 621 espectadores Árbitro(s): César Arturo Ramos | Asistencia: 36 621 espectadores Árbitro(s): César Arturo Ramos |

| 8 de diciembre de 2018, 19:00                              | Cruz Azul       | 1:0 (0:0) (Global 1:1) | Monterrey | Estadio Azteca, Ciudad de México                                      |                                                                       |
|                                                            | M. Caraglio 55' | Reporte                |           | Asistencia: 39 307 espectadores Árbitro(s): Fernando Guerrero Ramírez | Asistencia: 39 307 espectadores Árbitro(s): Fernando Guerrero Ramírez |
| Cruz Azul avanzó a la final por mejor posición en la tabla |                 |                        |           |                                                                       |                                                                       |

#### América - UNAM
| 6 de diciembre de 2018, 20:45 | UNAM             | 1:1 (0:1) | América       | Estadio Olímpico Universitario, Ciudad de México                           |                                                                            |
|                               | M. Rodríguez 51' | Reporte   | D. Lainez 21' | Asistencia: 49 345 espectadores Árbitro(s): Luis Enrique Santander Aguirre | Asistencia: 49 345 espectadores Árbitro(s): Luis Enrique Santander Aguirre |

| 9 de diciembre de 2018, 18:45 | América | 6:1 (3:1) (Global 7:2) | UNAM            | Estadio Azteca, Ciudad de México                                       |                                                                        |
|                               | R. Ibarra 8' · B. Valdez 28' · R. Martínez 36' · G. Rodríguez 46' · D. Laínez 50' · E. Aguilera 71' (pen.) | Reporte                | C. González 24' | Asistencia: 64 039 espectadores Árbitro(s): Jorge Isaac Rojas Castillo | Asistencia: 64 039 espectadores Árbitro(s): Jorge Isaac Rojas Castillo |
| América avanzó a la final     | |                        |                 |                                                                        |                                                                        |

### Final

#### Cruz Azul - América
| 13 de diciembre de 2018, 20:30 | América | 0:0     | Cruz Azul | Estadio Azteca, Ciudad de México                                      |                                                                       |
|                                |         | Reporte |           | Asistencia: 79 244 espectadores Árbitro(s): Fernando Guerrero Ramírez | Asistencia: 79 244 espectadores Árbitro(s): Fernando Guerrero Ramírez |

| 16 de diciembre de 2018, 18:30           | Cruz Azul | 0:2 (0:0) (Global 0:2) | América                | Estadio Azteca, Ciudad de México                               |                                                                |
|                                          |           |                        | Edson Álvarez 51', 90' | Asistencia: 71 240 espectadores Árbitro(s): César Arturo Ramos | Asistencia: 71 240 espectadores Árbitro(s): César Arturo Ramos |
| América Campeón del Torneo Apertura 2018 |           |                        |                        |                                                                |                                                                |

#### Final - Ida
| 1     | POR   | Agustín Marchesín |     |
| 22    | DEF   | Paul Aguilar      |     |
| 18    | DEF   | Bruno Valdez      |     |
| 19    | DEF   | Emanuel Aguilera  |     |
| 3     | DEF   | Jorge Sánchez     |     |
| 14    | MED   | Joe Corona        |     |
| 8     | MED   | Mateus Uribe      | 58' |
| 5     | MED   | Guido Rodríguez   |     |
| 30    | DEL   | Renato Ibarra     |     |
| 9     | DEL   | Roger Martínez    | 80' |
| 20    | DEL   | Diego Lainez      | 69' |
| D. T. | D. T. | Miguel Herrera    |     |

| 1     | POR   | José de Jesús Corona  |     |
| 2     | DEF   | Pablo Aguilar         |     |
| 4     | DEF   | Julio César Domínguez |     |
| 5     | DEF   | Igor Lichnovsky       |     |
| 16    | DEF   | Adrián Aldrete        |     |
| 8     | MED   | Javier Salas          |     |
| 23    | MED   | Iván Marcone          |     |
| 17    | MED   | Édgar Méndez          |     |
| 25    | MED   | Roberto Alvarado      |     |
| 11    | MED   | Elías Hernández       | 78' |
| 9     | DEL   | Milton Caraglio       | 88' |
| D. T. | D. T. | Pedro Caixinha        |     |

| 24 | Delantero      | Oribe Peralta     | 58' |
| 11 | Centrocampista | Andrés Ibargüen   | 69' |
| 10 | Centrocampista | Cecilio Domínguez | 80' |

| 22 | Defensa   | Rafael Baca        | 78' |
| 7  | Delantero | Martín Cauteruccio | 88' |

| 41' · 90+2' · 90+6' | Renato Ibarra Paul Aguilar Emanuel Aguilera |

| 17' · 87' · 90+2' | Milton Caraglio Édgar Méndez Iván Marcone |

| Principal  | Fernando Guerrero Ramírez      |
| Asistentes | Marvin César Torrentera Rivera |
|            | Alberto Morin Méndez           |
| Cuarto     | Luis Enrique Santander Aguirre |

|                    |     |     |
| Tiros              | 7   | 6   |
| Tiros a puerta     | 2   | 1   |
| Faltas             | 15  | 14  |
| Saques de esquina  | 2   | 2   |
| Fueras de juego    | 1   | 3   |
| Posesión del balón | 46% | 54% |

| Alineación inicial |

| 1     | POR   | Agustín Marchesín |     |
| 22    | DEF   | Paul Aguilar      |     |
| 18    | DEF   | Bruno Valdez      |     |
| 19    | DEF   | Emanuel Aguilera  |     |
| 3     | DEF   | Jorge Sánchez     |     |
| 14    | MED   | Joe Corona        |     |
| 8     | MED   | Mateus Uribe      | 58' |
| 5     | MED   | Guido Rodríguez   |     |
| 30    | DEL   | Renato Ibarra     |     |
| 9     | DEL   | Roger Martínez    | 80' |
| 20    | DEL   | Diego Lainez      | 69' |
| D. T. | D. T. | Miguel Herrera    |     |

| 1     | POR   | José de Jesús Corona  |     |
| 2     | DEF   | Pablo Aguilar         |     |
| 4     | DEF   | Julio César Domínguez |     |
| 5     | DEF   | Igor Lichnovsky       |     |
| 16    | DEF   | Adrián Aldrete        |     |
| 8     | MED   | Javier Salas          |     |
| 23    | MED   | Iván Marcone          |     |
| 17    | MED   | Édgar Méndez          |     |
| 25    | MED   | Roberto Alvarado      |     |
| 11    | MED   | Elías Hernández       | 78' |
| 9     | DEL   | Milton Caraglio       | 88' |
| D. T. | D. T. | Pedro Caixinha        |     |

| 24 | Delantero      | Oribe Peralta     | 58' |
| 11 | Centrocampista | Andrés Ibargüen   | 69' |
| 10 | Centrocampista | Cecilio Domínguez | 80' |

| 22 | Defensa   | Rafael Baca        | 78' |
| 7  | Delantero | Martín Cauteruccio | 88' |

| 41' · 90+2' · 90+6' | Renato Ibarra Paul Aguilar Emanuel Aguilera |

| 17' · 87' · 90+2' | Milton Caraglio Édgar Méndez Iván Marcone |

| Principal  | Fernando Guerrero Ramírez      |
| Asistentes | Marvin César Torrentera Rivera |
|            | Alberto Morin Méndez           |
| Cuarto     | Luis Enrique Santander Aguirre |

|                    |     |     |
| Tiros              | 7   | 6   |
| Tiros a puerta     | 2   | 1   |
| Faltas             | 15  | 14  |
| Saques de esquina  | 2   | 2   |
| Fueras de juego    | 1   | 3   |
| Posesión del balón | 46% | 54% |

| Alineación inicial |

| 1     | POR   | Agustín Marchesín |     |
| 22    | DEF   | Paul Aguilar      |     |
| 18    | DEF   | Bruno Valdez      |     |
| 19    | DEF   | Emanuel Aguilera  |     |
| 3     | DEF   | Jorge Sánchez     |     |
| 14    | MED   | Joe Corona        |     |
| 8     | MED   | Mateus Uribe      | 58' |
| 5     | MED   | Guido Rodríguez   |     |
| 30    | DEL   | Renato Ibarra     |     |
| 9     | DEL   | Roger Martínez    | 80' |
| 20    | DEL   | Diego Lainez      | 69' |
| D. T. | D. T. | Miguel Herrera    |     |

| 1     | POR   | José de Jesús Corona  |     |
| 2     | DEF   | Pablo Aguilar         |     |
| 4     | DEF   | Julio César Domínguez |     |
| 5     | DEF   | Igor Lichnovsky       |     |
| 16    | DEF   | Adrián Aldrete        |     |
| 8     | MED   | Javier Salas          |     |
| 23    | MED   | Iván Marcone          |     |
| 17    | MED   | Édgar Méndez          |     |
| 25    | MED   | Roberto Alvarado      |     |
| 11    | MED   | Elías Hernández       | 78' |
| 9     | DEL   | Milton Caraglio       | 88' |
| D. T. | D. T. | Pedro Caixinha        |     |

| 24 | Delantero      | Oribe Peralta     | 58' |
| 11 | Centrocampista | Andrés Ibargüen   | 69' |
| 10 | Centrocampista | Cecilio Domínguez | 80' |

| 22 | Defensa   | Rafael Baca        | 78' |
| 7  | Delantero | Martín Cauteruccio | 88' |

| 41' · 90+2' · 90+6' | Renato Ibarra Paul Aguilar Emanuel Aguilera |

| 17' · 87' · 90+2' | Milton Caraglio Édgar Méndez Iván Marcone |

| Principal  | Fernando Guerrero Ramírez      |
| Asistentes | Marvin César Torrentera Rivera |
|            | Alberto Morin Méndez           |
| Cuarto     | Luis Enrique Santander Aguirre |

|                    |     |     |
| Tiros              | 7   | 6   |
| Tiros a puerta     | 2   | 1   |
| Faltas             | 15  | 14  |
| Saques de esquina  | 2   | 2   |
| Fueras de juego    | 1   | 3   |
| Posesión del balón | 46% | 54% |

| Alineación inicial |

| 1     | POR   | Agustín Marchesín |     |
| 22    | DEF   | Paul Aguilar      |     |
| 18    | DEF   | Bruno Valdez      |     |
| 19    | DEF   | Emanuel Aguilera  |     |
| 3     | DEF   | Jorge Sánchez     |     |
| 14    | MED   | Joe Corona        |     |
| 8     | MED   | Mateus Uribe      | 58' |
| 5     | MED   | Guido Rodríguez   |     |
| 30    | DEL   | Renato Ibarra     |     |
| 9     | DEL   | Roger Martínez    | 80' |
| 20    | DEL   | Diego Lainez      | 69' |
| D. T. | D. T. | Miguel Herrera    |     |

| 1     | POR   | José de Jesús Corona  |     |
| 2     | DEF   | Pablo Aguilar         |     |
| 4     | DEF   | Julio César Domínguez |     |
| 5     | DEF   | Igor Lichnovsky       |     |
| 16    | DEF   | Adrián Aldrete        |     |
| 8     | MED   | Javier Salas          |     |
| 23    | MED   | Iván Marcone          |     |
| 17    | MED   | Édgar Méndez          |     |
| 25    | MED   | Roberto Alvarado      |     |
| 11    | MED   | Elías Hernández       | 78' |
| 9     | DEL   | Milton Caraglio       | 88' |
| D. T. | D. T. | Pedro Caixinha        |     |

| 24 | Delantero      | Oribe Peralta     | 58' |
| 11 | Centrocampista | Andrés Ibargüen   | 69' |
| 10 | Centrocampista | Cecilio Domínguez | 80' |

| 22 | Defensa   | Rafael Baca        | 78' |
| 7  | Delantero | Martín Cauteruccio | 88' |

| 41' · 90+2' · 90+6' | Renato Ibarra Paul Aguilar Emanuel Aguilera |

| 17' · 87' · 90+2' | Milton Caraglio Édgar Méndez Iván Marcone |

| Principal  | Fernando Guerrero Ramírez      |
| Asistentes | Marvin César Torrentera Rivera |
|            | Alberto Morin Méndez           |
| Cuarto     | Luis Enrique Santander Aguirre |

|                    |     |     |
| Tiros              | 7   | 6   |
| Tiros a puerta     | 2   | 1   |
| Faltas             | 15  | 14  |
| Saques de esquina  | 2   | 2   |
| Fueras de juego    | 1   | 3   |
| Posesión del balón | 46% | 54% |

| Alineación inicial |

#### Final - Vuelta
| 1     | POR   | José de Jesús Corona  |     |
| 2     | DEF   | Pablo Aguilar         |     |
| 4     | DEF   | Julio César Domínguez |     |
| 5     | DEF   | Igor Lichnovsky       |     |
| 16    | DEF   | Adrián Aldrete        | 80' |
| 8     | MED   | Javier Salas          | 57' |
| 23    | MED   | Iván Marcone          |     |
| 17    | MED   | Édgar Méndez          |     |
| 11    | MED   | Elías Hernández       |     |
| 7     | DEL   | Martín Cauteruccio    | 46' |
| 9     | DEL   | Milton Caraglio       |     |
| D. T. | D. T. | Pedro Caixinha        |     |

| 1     | POR   | Agustín Marchesín |     |
| 19    | DEF   | Emanuel Aguilera  |     |
| 18    | DEF   | Bruno Valdez      |     |
| 4     | DEF   | Edson Álvarez     |     |
| 3     | DEF   | Jorge Sánchez     |     |
| 22    | DEF   | Paul Aguilar      |     |
| 20    | MED   | Diego Lainez      | 83' |
| 5     | MED   | Guido Rodríguez   |     |
| 30    | MED   | Renato Ibarra     | 69' |
| 24    | DEL   | Oribe Peralta     | 76' |
| 21    | DEL   | Henry Martín      |     |
| D. T. | D. T. | Miguel Herrera    |     |

| 25 | Centrocampista | Roberto Alvarado | 46' |
| 18 | Delantero      | Andrés Rentería  | 57' |
| 13 | Centrocampista | Ángel Mena       | 80' |

| 10 | Centrocampista | Cecilio Domínguez | 69' |
| 14 | Centrocampista | Joe Corona        | 76' |
| 11 | Centrocampista | Andrés Ibargüen   | 83' |

| 50' · 89' | Edson Álvarez | 0:1 0:2 |

| 16' · 82' | Martín Cauteruccio Roberto Alvarado |

| 39' · 45+1' · 63' · 85' | Emanuel Aguilera Jorge Sánchez Oribe Peralta Andrés Ibargüen |

| 23' · 86' | Oscar Farias (P.F.) Gerardo Flores |

| Principal  | César Arturo Ramos      |
| Asistentes | José Luis Camargo       |
|            | Marcos Quintero Huitrón |
| Cuarto     | Jorge Isaac Rojas       |

|                    |     |     |
| Tiros              | 4   | 8   |
| Tiros a puerta     | 0   | 3   |
| Faltas             | 11  | 21  |
| Saques de esquina  | 0   | 1   |
| Fueras de juego    | 0   | 0   |
| Posesión del balón | 51% | 49% |

| Alineación inicial |

| 1     | POR   | José de Jesús Corona  |     |
| 2     | DEF   | Pablo Aguilar         |     |
| 4     | DEF   | Julio César Domínguez |     |
| 5     | DEF   | Igor Lichnovsky       |     |
| 16    | DEF   | Adrián Aldrete        | 80' |
| 8     | MED   | Javier Salas          | 57' |
| 23    | MED   | Iván Marcone          |     |
| 17    | MED   | Édgar Méndez          |     |
| 11    | MED   | Elías Hernández       |     |
| 7     | DEL   | Martín Cauteruccio    | 46' |
| 9     | DEL   | Milton Caraglio       |     |
| D. T. | D. T. | Pedro Caixinha        |     |

| 1     | POR   | Agustín Marchesín |     |
| 19    | DEF   | Emanuel Aguilera  |     |
| 18    | DEF   | Bruno Valdez      |     |
| 4     | DEF   | Edson Álvarez     |     |
| 3     | DEF   | Jorge Sánchez     |     |
| 22    | DEF   | Paul Aguilar      |     |
| 20    | MED   | Diego Lainez      | 83' |
| 5     | MED   | Guido Rodríguez   |     |
| 30    | MED   | Renato Ibarra     | 69' |
| 24    | DEL   | Oribe Peralta     | 76' |
| 21    | DEL   | Henry Martín      |     |
| D. T. | D. T. | Miguel Herrera    |     |

| 25 | Centrocampista | Roberto Alvarado | 46' |
| 18 | Delantero      | Andrés Rentería  | 57' |
| 13 | Centrocampista | Ángel Mena       | 80' |

| 10 | Centrocampista | Cecilio Domínguez | 69' |
| 14 | Centrocampista | Joe Corona        | 76' |
| 11 | Centrocampista | Andrés Ibargüen   | 83' |

| 50' · 89' | Edson Álvarez | 0:1 0:2 |

| 16' · 82' | Martín Cauteruccio Roberto Alvarado |

| 39' · 45+1' · 63' · 85' | Emanuel Aguilera Jorge Sánchez Oribe Peralta Andrés Ibargüen |

| 23' · 86' | Oscar Farias (P.F.) Gerardo Flores |

| Principal  | César Arturo Ramos      |
| Asistentes | José Luis Camargo       |
|            | Marcos Quintero Huitrón |
| Cuarto     | Jorge Isaac Rojas       |

|                    |     |     |
| Tiros              | 4   | 8   |
| Tiros a puerta     | 0   | 3   |
| Faltas             | 11  | 21  |
| Saques de esquina  | 0   | 1   |
| Fueras de juego    | 0   | 0   |
| Posesión del balón | 51% | 49% |

| Alineación inicial |

| 1     | POR   | José de Jesús Corona  |     |
| 2     | DEF   | Pablo Aguilar         |     |
| 4     | DEF   | Julio César Domínguez |     |
| 5     | DEF   | Igor Lichnovsky       |     |
| 16    | DEF   | Adrián Aldrete        | 80' |
| 8     | MED   | Javier Salas          | 57' |
| 23    | MED   | Iván Marcone          |     |
| 17    | MED   | Édgar Méndez          |     |
| 11    | MED   | Elías Hernández       |     |
| 7     | DEL   | Martín Cauteruccio    | 46' |
| 9     | DEL   | Milton Caraglio       |     |
| D. T. | D. T. | Pedro Caixinha        |     |

| 1     | POR   | Agustín Marchesín |     |
| 19    | DEF   | Emanuel Aguilera  |     |
| 18    | DEF   | Bruno Valdez      |     |
| 4     | DEF   | Edson Álvarez     |     |
| 3     | DEF   | Jorge Sánchez     |     |
| 22    | DEF   | Paul Aguilar      |     |
| 20    | MED   | Diego Lainez      | 83' |
| 5     | MED   | Guido Rodríguez   |     |
| 30    | MED   | Renato Ibarra     | 69' |
| 24    | DEL   | Oribe Peralta     | 76' |
| 21    | DEL   | Henry Martín      |     |
| D. T. | D. T. | Miguel Herrera    |     |

| 25 | Centrocampista | Roberto Alvarado | 46' |
| 18 | Delantero      | Andrés Rentería  | 57' |
| 13 | Centrocampista | Ángel Mena       | 80' |

| 10 | Centrocampista | Cecilio Domínguez | 69' |
| 14 | Centrocampista | Joe Corona        | 76' |
| 11 | Centrocampista | Andrés Ibargüen   | 83' |

| 50' · 89' | Edson Álvarez | 0:1 0:2 |

| 16' · 82' | Martín Cauteruccio Roberto Alvarado |

| 39' · 45+1' · 63' · 85' | Emanuel Aguilera Jorge Sánchez Oribe Peralta Andrés Ibargüen |

| 23' · 86' | Oscar Farias (P.F.) Gerardo Flores |

| Principal  | César Arturo Ramos      |
| Asistentes | José Luis Camargo       |
|            | Marcos Quintero Huitrón |
| Cuarto     | Jorge Isaac Rojas       |

|                    |     |     |
| Tiros              | 4   | 8   |
| Tiros a puerta     | 0   | 3   |
| Faltas             | 11  | 21  |
| Saques de esquina  | 0   | 1   |
| Fueras de juego    | 0   | 0   |
| Posesión del balón | 51% | 49% |

| Alineación inicial |

| 1     | POR   | José de Jesús Corona  |     |
| 2     | DEF   | Pablo Aguilar         |     |
| 4     | DEF   | Julio César Domínguez |     |
| 5     | DEF   | Igor Lichnovsky       |     |
| 16    | DEF   | Adrián Aldrete        | 80' |
| 8     | MED   | Javier Salas          | 57' |
| 23    | MED   | Iván Marcone          |     |
| 17    | MED   | Édgar Méndez          |     |
| 11    | MED   | Elías Hernández       |     |
| 7     | DEL   | Martín Cauteruccio    | 46' |
| 9     | DEL   | Milton Caraglio       |     |
| D. T. | D. T. | Pedro Caixinha        |     |

| 1     | POR   | Agustín Marchesín |     |
| 19    | DEF   | Emanuel Aguilera  |     |
| 18    | DEF   | Bruno Valdez      |     |
| 4     | DEF   | Edson Álvarez     |     |
| 3     | DEF   | Jorge Sánchez     |     |
| 22    | DEF   | Paul Aguilar      |     |
| 20    | MED   | Diego Lainez      | 83' |
| 5     | MED   | Guido Rodríguez   |     |
| 30    | MED   | Renato Ibarra     | 69' |
| 24    | DEL   | Oribe Peralta     | 76' |
| 21    | DEL   | Henry Martín      |     |
| D. T. | D. T. | Miguel Herrera    |     |

| 25 | Centrocampista | Roberto Alvarado | 46' |
| 18 | Delantero      | Andrés Rentería  | 57' |
| 13 | Centrocampista | Ángel Mena       | 80' |

| 10 | Centrocampista | Cecilio Domínguez | 69' |
| 14 | Centrocampista | Joe Corona        | 76' |
| 11 | Centrocampista | Andrés Ibargüen   | 83' |

| 50' · 89' | Edson Álvarez | 0:1 0:2 |

| 16' · 82' | Martín Cauteruccio Roberto Alvarado |

| 39' · 45+1' · 63' · 85' | Emanuel Aguilera Jorge Sánchez Oribe Peralta Andrés Ibargüen |

| 23' · 86' | Oscar Farias (P.F.) Gerardo Flores |

| Principal  | César Arturo Ramos      |
| Asistentes | José Luis Camargo       |
|            | Marcos Quintero Huitrón |
| Cuarto     | Jorge Isaac Rojas       |

|                    |     |     |
| Tiros              | 4   | 8   |
| Tiros a puerta     | 0   | 3   |
| Faltas             | 11  | 21  |
| Saques de esquina  | 0   | 1   |
| Fueras de juego    | 0   | 0   |
| Posesión del balón | 51% | 49% |

| Alineación inicial |

| Campeón Apertura 2018 |
| --------------------- |
| América               |
| 13.° Título           |

## Estadísticas

### Máximos goleadores
Datos actualizados a 25 de noviembre de 2018 y según página oficial y Soccerway.
| Pos. | Jugador             | Equipo        | Goles | P.J. | Prom. | Min. | M/G    |
| ---- | ------------------- | ------------- | ----- | ---- | ----- | ---- | ------ |
| 1.º  | André-Pierre Gignac | Tigres UANL   | 14    | 16   | 0.88  | 1425 | 101.79 |
| 2.º  | Julio Furch         | Santos Laguna | 12    | 16   | 0.75  | 1416 | 118    |
| 3.º  | Franco Jara         | Pachuca       | 9     | 16   | 0.56  | 1171 | 130.11 |
| 4.º  | Víctor Guzmán       | Pachuca       | 9     | 16   | 0.56  | 1272 | 141.33 |
| 5.º  | Jonathan Rodríguez  | Santos Laguna | 9     | 17   | 0.53  | 1449 | 161    |
| 6.º  | Leonardo Ramos      | Lobos BUAP    | 8     | 9    | 0.89  | 798  | 99.75  |
| 7.º  | Camilo Sanvezzo     | Querétaro     | 8     | 16   | 0.5   | 1377 | 172.13 |
| 8.º  | Carlos González     | Pumas UNAM    | 7     | 16   | 0.44  | 1342 | 191.71 |
| 9.º  | Felipe Mora         | Pumas UNAM    | 7     | 17   | 0.41  | 1348 | 192.57 |
| 10.º | Eduardo Vargas      | Tigres UANL   | 6     | 14   | 0.43  | 667  | 111.17 |

#### Tripletes o más
| Fecha           | Jugador             | Goles | Local   | Resultado | Visitante | Jornada |
| --------------- | ------------------- | ----- | ------- | --------- | --------- | ------- |
| 21 de octubre   | Carlos González     | 3     | UNAM    | 3 – 3     | Tigres    | 13      |
| 3 de noviembre  | Víctor Guzmán       | 4     | Pachuca | 6 – 2     | Necaxa    | 15      |
| 10 de noviembre | André-Pierre Gignac | 4     | Tigres  | 6 – 1     | Puebla    | 16      |

### Máximos asistentes
Datos actualizados a 25 de noviembre de 2018 según página oficial y Soccerway.
| Pos. | Jugador            | Equipo        | Asist. | P.J. | Prom. | Min. |
| ---- | ------------------ | ------------- | ------ | ---- | ----- | ---- |
| 1.º  | Dorlan Pabón       | Monterrey     | 9      | 15   | 0.6   | 1220 |
| 2.º  | Elías Hernández    | Cruz Azul     | 6      | 17   | 0.35  | 1423 |
| 3.º  | Javier Aquino      | Tigres UANL   | 5      | 12   | 0.42  | 937  |
| 4.º  | Víctor Guzmán      | Pachuca       | 5      | 16   | 0.31  | 1272 |
| 5.º  | Luis Quiñones      | Toluca        | 5      | 16   | 0.31  | 1312 |
| 6.º  | Julio Furch        | Santos Laguna | 5      | 16   | 0.31  | 1416 |
| 7.º  | Isaac Brizuela     | Guadalajara   | 5      | 17   | 0.29  | 1478 |
| 8.º  | Sebastián Palacios | Pachuca       | 4      | 12   | 0.33  | 720  |
| 9.º  | Roberto Alvarado   | Cruz Azul     | 4      | 17   | 0.24  | 1171 |
| 10.º | Adrián Luna        | Veracruz      | 4      | 16   | 0.25  | 1212 |

### Asistencia
Lista con la asistencia de los partidos y equipos Liga Bancomer MX.

Datos actualizados a 25 de noviembre de 2018 y según la página web oficial.

#### Por equipo
| Pos                | Equipo             | Total     | Media  | Más alta | Más baja | % de Ocupación media |
| ------------------ | ------------------ | --------- | ------ | -------- | -------- | -------------------- |
| 1                  | Tigres             | 368,957   | 40,995 | 41,615   | 38,141   | 97.87%               |
| 2                  | Cruz Azul          | 323,992   | 35,999 | 62,003   | 18,541   | 44.40%               |
| 3                  | Monterrey          | 282,788   | 35,347 | 42,288   | 28,482   | 68.84%               |
| 4                  | América            | 245,208   | 30,651 | 69,486   | 13,005   | 41.05%               |
| 5                  | Tijuana            | 238,197   | 26,466 | 27,333   | 25,333   | 96.83%               |
| 6                  | Guadalajara        | 202,924   | 25,366 | 37,412   | 18,210   | 54.87%               |
| 7                  | UNAM               | 196,272   | 24,534 | 42,717   | 10,420   | 50.80%               |
| 8                  | Atlas              | 214,171   | 23,797 | 40,207   | 14,216   | 43.25%               |
| 9                  | Santos             | 214,094   | 23,788 | 28,479   | 20,854   | 81.74%               |
| 10                 | Pachuca            | 195,177   | 21,686 | 27,512   | 15,976   | 78.82%               |
| 11                 | Morelia            | 159,801   | 19,975 | 28,076   | 14,584   | 57.41%               |
| 12                 | Querétaro          | 155,753   | 19,469 | 29,348   | 12,594   | 57.92%               |
| 13                 | Toluca             | 164,063   | 18,229 | 30,000   | 15,308   | 58.80%               |
| 14                 | León               | 139,131   | 17,391 | 25,175   | 12,356   | 55.57%               |
| 15                 | Puebla             | 111,701   | 13,963 | 23,234   | 6,628    | 29.75%               |
| 16                 | Necaxa             | 122,188   | 13,576 | 22,578   | 8,389    | 56.92%               |
| 17                 | Veracruz           | 93,113    | 10,346 | 16,981   | 7,523    | 36.04%               |
| 18                 | Lobos BUAP         | 75,615    | 9,452  | 18,619   | 5,845    | 49.02%               |
| Totales del Torneo | Totales del Torneo | 3,503,135 | 22,896 | 69,486   | 5,845    | 58.88%               |

#### Por jornada
| 1     | 245,674   | 27,297 | 71.08% | Cruz Azul vs Puebla (45,385)      | Necaxa vs América (16,450)      | Jornada 1 Archivado el 23 de julio de 2018 en Wayback Machine.                                               |
| 2     | 216,387   | 24,043 | 56.51% | Tigres vs Tijuana (41,052)        | Lobos BUAP vs Veracruz (5,845)  | Jornada 2 |
| 3     | 249,831   | 27,759 | 70.36% | Cruz Azul vs Tigres (55,571)      | Veracruz vs Morelia (7,523)     | Jornada 3 Archivado el 7 de agosto de 2018 en Wayback Machine.                                               |
| 4     | 192,766   | 21,418 | 51.12% | Tigres vs Toluca (41,379)         | Lobos BUAP vs Atlas (7,346)     | Jornada 4 |
| 5     | 205,720   | 22,857 | 57.00% | Monterrey vs UNAM (40,268)        | Necaxa vs Puebla (8,389)        | Jornada 5 |
| 6     | 185,132   | 20,570 | 49.09% | Tigres vs Veracruz (40,874)       | Lobos BUAP vs Monterrey (7,836) | Jornada 6 |
| 7     | 220,810   | 24,534 | 61.18% | Monterrey vs Morelia (40,129)     | Veracruz vs Tijuana (7,693)     | Jornada 7 Archivado el 27 de agosto de 2018 en Wayback Machine.                                              |
| 8     | 202,121   | 22,457 | 56.17% | Tigres vs Atlas (41,363)          | Puebla vs Monterrey (9,550)     | Jornada 8 |
| 9     | 185,395   | 20,599 | 49.04% | Monterrey vs Guadalajara (37,812) | Veracruz vs Toluca (8,897)      | Jornada 9 |
| 10    | 207,838   | 23,093 | 56.23% | Tigres vs Monterrey (41,615)      | Toluca vs Necaxa (15,705)       | Jornada 10 (enlace roto disponible en Internet Archive; véase el historial, la primera versión y la última). |
| 11    | 213,641   | 23,737 | 58.02% | América vs Guadalajara (69,486)   | Veracruz vs León (7,711)        | Jornada 11                                                                                                   |
| 12    | 205,408   | 22,823 | 56.50% | Tigres vs América (41,596)        | Veracruz vs Necaxa (7,589)      | Jornada 12 (enlace roto disponible en Internet Archive; véase el historial, la primera versión y la última). |
| 13    | 181,967   | 20,218 | 48.61% | Monterrey vs Toluca (29,444)      | Necaxa vs León (10,049)         | Jornada 13                                                                                                   |
| 14    | 219,950   | 24,438 | 64.60% | Cruz Azul vs América (62,003)     | Veracruz vs Pachuca (8,684)     | Jornada 14                                                                                                   |
| 15    | 189,582   | 21,064 | 47.70% | UNAM vs Cruz Azul (42,717)        | Lobos BUAP vs Tijuana (6,223)   | Jornada 15                                                                                                   |
| 16    | 206,250   | 22,916 | 59.05% | Tigres vs Puebla (38,141)         | Necaxa vs Monterrey (11,534)    | Jornada 16 Archivado el 12 de noviembre de 2018 en Wayback Machine.                                          |
| 17    | 174,663   | 19,407 | 51.59% | Monterrey vs Atlas (31,758)       | Puebla vs Tijuana (6,628)       | Jornada 17                                                                                                   |
| Total | 3,503,135 | 22,896 | 56.70% | América vs Guadalajara (69,486)   | Lobos BUAP vs Veracruz (5,845)  | - |

### Clasificación juego limpio
Datos actualizados a 25 de noviembre de 2018 y según la página oficial de la competición.
| Lugar                                | Club                                 |          |          |          | Puntos   |
| ------------------------------------ | ------------------------------------ | -------- | -------- | -------- | -------- |
| 1                                    | Santos                               | 24       | 0        | 1        | 27       |
| 2                                    | Pachuca                              | 28       | 0        | 2        | 34       |
| 3                                    | Necaxa                               | 31       | 0        | 1        | 34       |
| 4                                    | UNAM                                 | 33       | 0        | 1        | 36       |
| 5                                    | Cruz Azul                            | 23       | 0        | 5        | 38       |
| 6                                    | Guadalajara                          | 30       | 0        | 3        | 39       |
| 7                                    | Lobos BUAP                           | 33       | 0        | 2        | 39       |
| 8                                    | Atlas                                | 30       | 0        | 3        | 39       |
| 9                                    | América                              | 31       | 0        | 3        | 40       |
| 10                                   | Monterrey                            | 35       | 0        | 2        | 41       |
| 11                                   | Tijuana                              | 34       | 0        | 3        | 43       |
| 12                                   | León                                 | 31       | 0        | 4        | 43       |
| 13                                   | Querétaro                            | 39       | 0        | 2        | 45       |
| 14                                   | Morelia                              | 37       | 0        | 4        | 49       |
| 15                                   | Puebla                               | 43       | 0        | 2        | 49       |
| 16                                   | Veracruz                             | 41       | 0        | 4        | 53       |
| 17                                   | Tigres                               | 46       | 0        | 3        | 55       |
| 18                                   | Toluca                               | 52       | 0        | 5        | 67       |
| Primera Tarjeta Amarilla             | Primera Tarjeta Amarilla             | 1 punto  | 1 punto  | 1 punto  | 1 punto  |
| Segunda Tarjeta Amarilla y Expulsión | Segunda Tarjeta Amarilla y Expulsión | 3 puntos | 3 puntos | 3 puntos | 3 puntos |
| Tarjeta Roja Directa                 | Tarjeta Roja Directa                 | 3 puntos | 3 puntos | 3 puntos | 3 puntos |